# Serie A 2013-2014
La Serie A 2013-2014 è stata la 112ª edizione della massima serie del campionato italiano di calcio (l'82ª a girone unico), disputata tra il 24 agosto 2013 e il 18 maggio 2014 e conclusa con la vittoria della Juventus, al suo trentesimo titolo, il terzo consecutivo, potendosi fregiare della terza stella d'oro a trentadue anni di distanza dalla seconda.
Capocannoniere del torneo è stato Ciro Immobile (Torino) con 22 reti.

## Stagione

### Novità
A sostituire Pescara, Siena e Palermo, retrocesse in Serie B nella stagione precedente, nella griglia di partenza del 112º campionato italiano di calcio sono il Sassuolo, al suo storico debutto in Serie A dopo aver vinto la Serie B 2012-2013, il Verona tornato in massima categoria dopo undici anni di assenza, e il Livorno a sua volta assente da tre stagioni, questo ultimo risalito dopo aver vinto i play-off contro l'Empoli. Il Cagliari, in attesa di rigiocare allo stadio Sant'Elia, disputa le sue partite casalinghe nella prima parte del torneo allo stadio Nereo Rocco di Trieste, già sede casalinga dei sardi per alcune gare nella parte finale della passata stagione. Il Sassuolo, dopo aver giocato per cinque anni allo stadio Alberto Braglia di Modena le proprie partite casalinghe, cambia e si sposta al Mapei Stadium - Città del Tricolore di Reggio Emilia, già sede della Reggiana e ribattezzato per l'occasione con il nome dello sponsor principale.

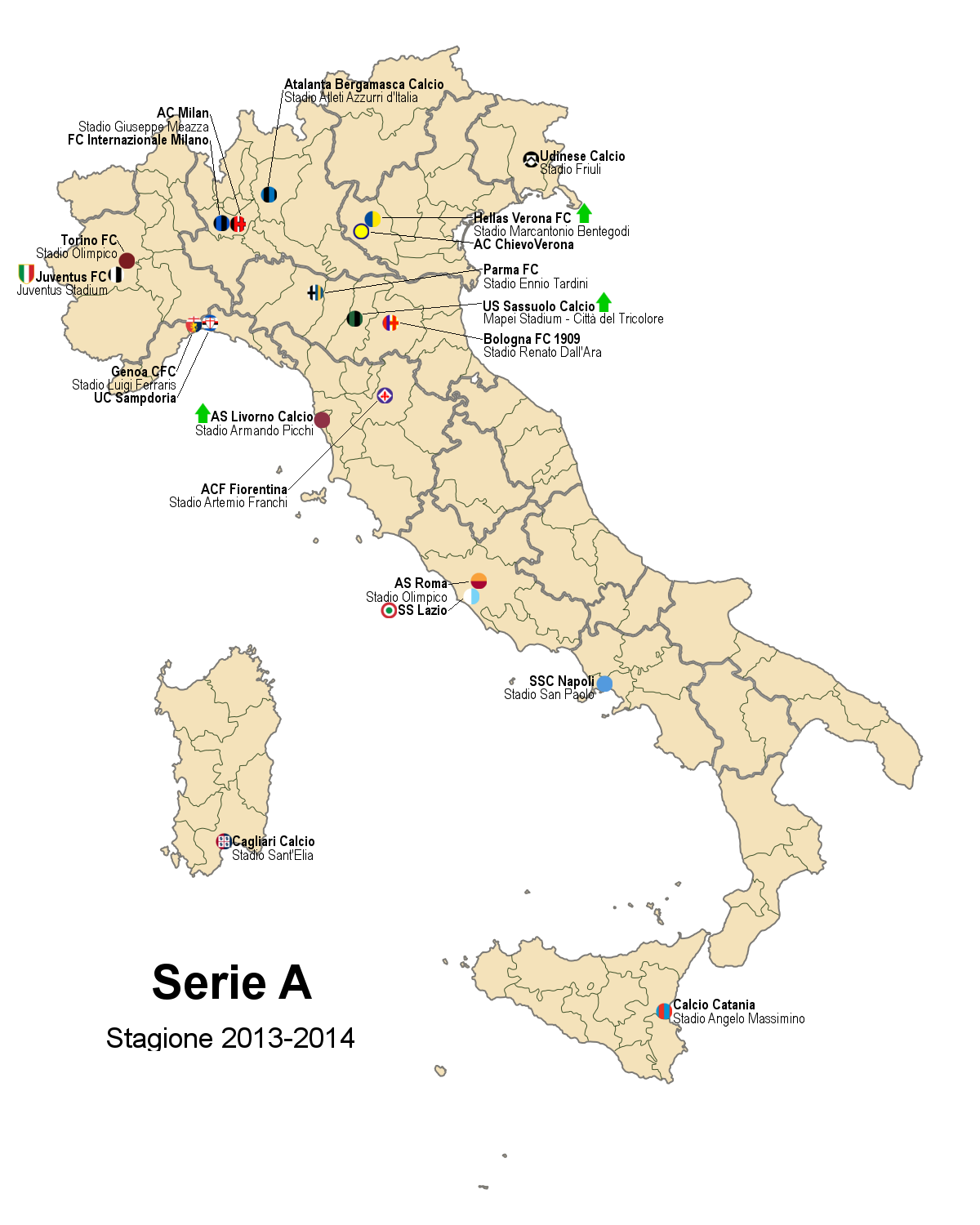
Distribuzione geografica delle squadre della Serie A 2013-2014

Per la prima volta nella storia da quando esiste il girone unico vengono disputati cinque derby cittadini, a Genova, Milano, Roma, Torino e Verona. La Nike, fornitore dei palloni ufficiali del campionato, sostituisce il "Maxim" introdotto la precedente stagione con l'innovativo e dalle più alte prestazioni "Incyte"; oltre che per la Serie A, il nuovo pallone viene usato, in differenti colorazioni, anche nella Premier League inglese e nella Liga spagnola.

### Formula
Come nella precedente stagione, sono stati confermati gli orari di anticipi e posticipi, con un anticipo la domenica alle 12:30 e, occasionalmente, un anticipo al venerdì o un posticipo al lunedì (con apposita cancellazione dell'anticipo del sabato alle 18:00 ed eventualmente anche dell'anticipo dell'ora di pranzo domenicale, se l'anticipo del venerdì e il posticipo del lunedì accadessero nella stessa giornata) per le squadre impegnate nelle competizioni calcistiche europee. La soluzione del venerdì e/o del lunedì verrà utilizzata comunque non più di sette volte. Gli anticipi del sabato e il posticipo della domenica sera resteranno fissi e verrà salvaguardata la contemporaneità di sei partite alla domenica pomeriggio. A partire dalla 3ª giornata e fino alla 37ª compresa, ad eccezione dei turni infrasettimanali e del sabato precedente la Pasqua, le sette partite domenicali si sono disputate alle ore 15:00, con posticipo serale alle ore 20:45, fermi restando i due anticipi del sabato (18:00 e 20:45).
Anche in questa stagione, per la nona volta consecutiva, a parità di punteggio la graduatoria finale è determinata in base alla classifica avulsa.
A qualificarsi per la Champions League sono le prime tre squadre, come la stagione passata: le prime due alla fase a gironi e la terza al turno di play-off. La qualificazione alla Europa League sarà invece appannaggio della quarta e della quinta classificata, che accederanno ai preliminari, e della vincitrice della Coppa Italia, che accederà ai gironi. Qualora la detentrice della Coppa Italia fosse già qualificata alla Champions League subentrerebbe la finalista perdente (la quale però partirebbe dai preliminari, cedendo il posto ai gironi alla quarta classificata), mentre se si qualificasse per l'Europa League tramite piazzamento in campionato oppure entrambe le finaliste si qualificassero per la Champions League, allora accederebbe la sesta classificata del campionato. Questa è stata l'ultima stagione in cui la finalista perdente della Coppa Italia poteva accedere all'Europa League senza ottenere un piazzamento utile per qualificarsi a questa competizione tramite il campionato.

### Calciomercato

#### Sessione estiva

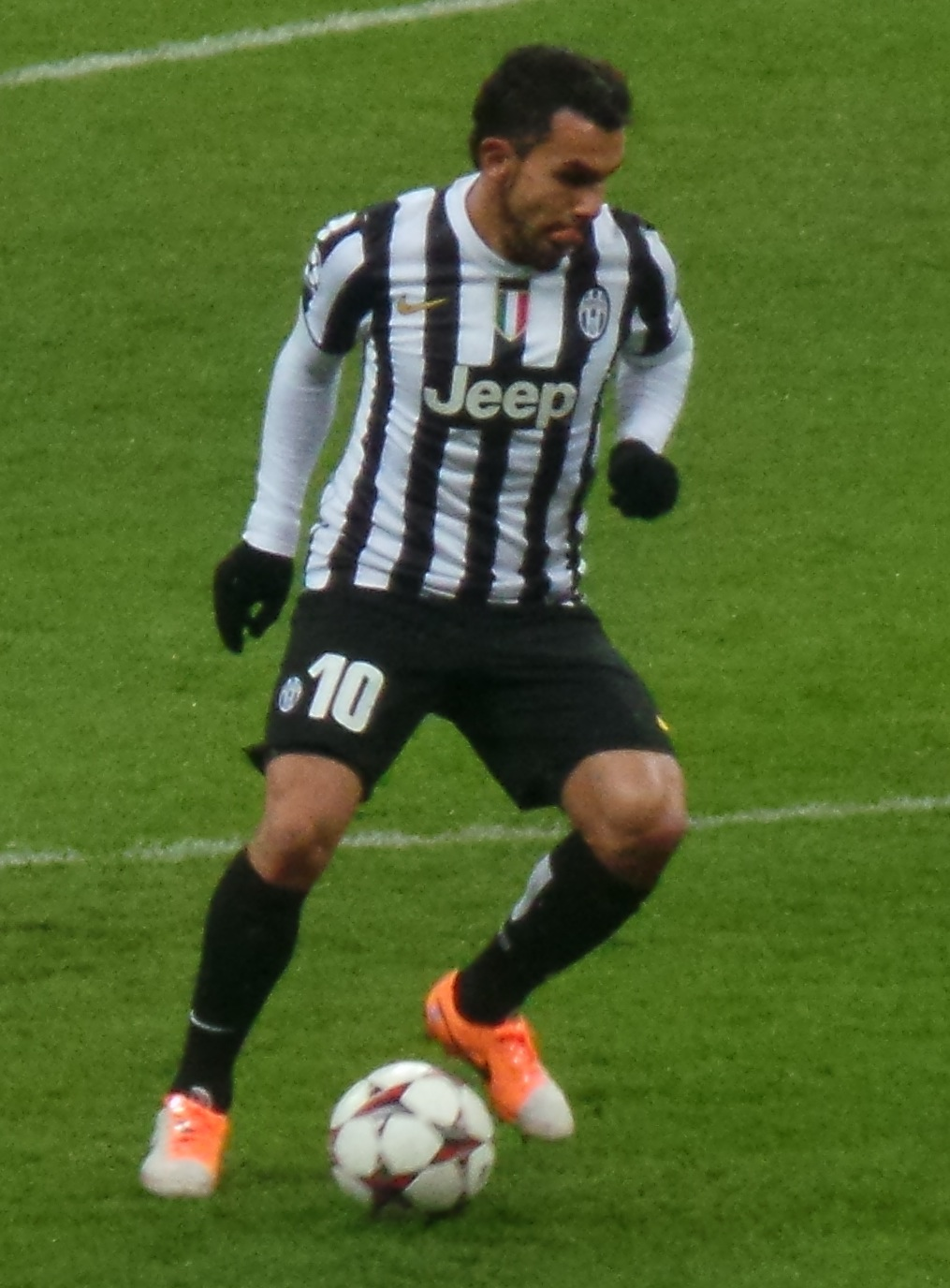
L'argentino Carlos Tévez, chiamato a vestire il n. 10 nella ; l'attaccante contribuisce con 19 reti al trionfo finale dei bianconeri, al loro 30º scudetto nonché 3º consecutivo della gestione tecnica di Conte.

La Juventus campione in carica rivoluziona il suo reparto d'attacco con Tévez (dal Manchester City) e Llorente (ex Athletic Bilbao), rinforzando inoltre la rosa con il difensore Ogbonna (dai concittadini del Torino); viene invece ceduto Giaccherini (al Sunderland). Il Napoli, lasciati partire De Sanctis alla Roma e Cavani al Paris Saint-Germain, acquista il portiere Reina (dal Liverpool), il centrale di difesa Albiol (dal Real Madrid), le ali Mertens (dal PSV) e Callejón, e l'attaccante Higuaín (gli ultimi due provenienti anche loro dai madrileni). La Fiorentina sostituisce il partente Jovetić (al Manchester City) prelevando l'attaccante Gómez (dal Bayern Monaco), mettendo poi sotto contratto i due centrocampisti Joaquín (dal Malaga) e Ambrosini (in scadenza dal Milan).
Proprio i rossoneri rinforzano il reparto arretrato con Silvestre (dai concittadini dell'Inter) e Vergara (dall'Universitario Popayán), e il centrocampo coi giovani Poli (dalla Sampdoria) e Saponara (dall'Empoli); dopo la certezza della qualificazione alla fase a gironi della Champions League, il club cede inoltre Boateng (allo Schalke 04) e ingaggia due ex rossoneri, Matri (dalla Juventus) e Kaká (dal Real Madrid). Per quanto concerne l'altra sponda milanese, l'Inter vede l'innesto nella propria retroguardia di Campagnaro (svincolatosi dal Napoli) e Wallace (in prestito dal Chelsea), del centrocampista Taïder (dal Bologna), e di Belfodil (dal Parma) e Icardi (dai doriani) in attacco.
Nella capitale, la Roma è protagonista di un mercato che capitalizza le cessioni di Marquinhos (anch'egli al Paris SG), Osvaldo (al Southampton) e Lamela (al Tottenham), con gli acquisti del già citato De Sanctis (dal Napoli) in porta, Benatia (dall'Udinese) e Maicon (svincolatosi dal Manchester City) in difesa, Strootman (dal PSV) a centrocampo, e Gervinho (dall'Arsenal) e Ljajić (dalla Fiorentina) in attacco. La Lazio preleva il difensore Novaretti in scadenza dal Toluca, i centrocampisti Felipe Anderson (dal Santos) e Biglia (dall'Anderlecht) e l'attaccante Perea (dal Deportivo Cali).

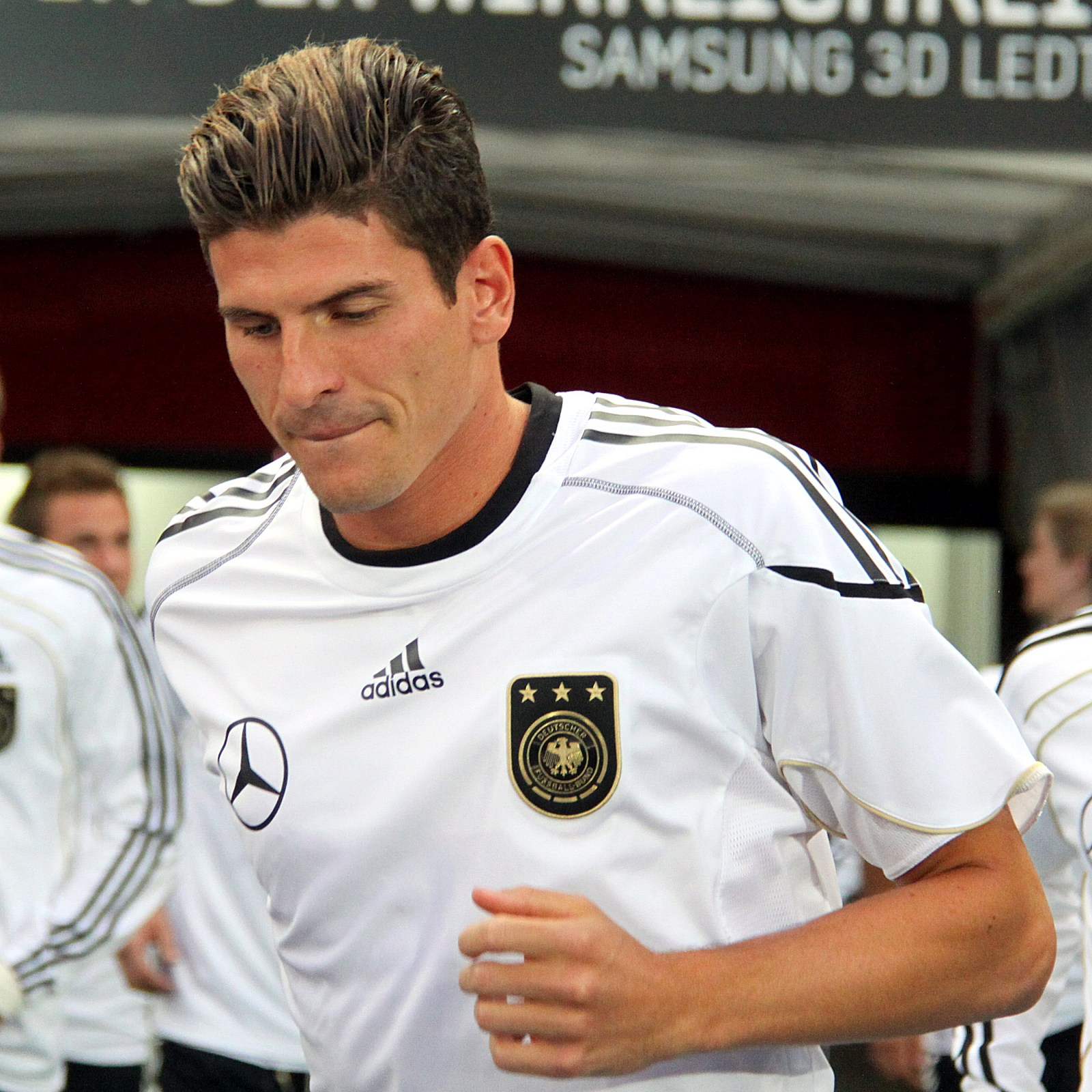
La Fiorentina, per sostituire il partente Jovetić, punta sul nazionale tedesco Mario Gómez.

Il Parma, nell'ambito dell'affare-Belfodil, vede l'arrivo in Emilia del fantasista Cassano. Il neopromosso Verona si assicura, tra gli altri, i centrocampisti Iturbe (proveniente dal Porto), Rômulo (dalla Fiorentina) e Sala (dall'Amburgo) assieme alla punta Toni (ex viola). Il Bologna acquista l'ex capitano del Torino, Bianchi; di contro, i granata (come contropartita nell'affare-Ogbonna) accolgono nel loro reparto avanzato Immobile (ex Genoa e Juve). Proprio i liguri assistono al ritorno nelle proprie file di Gilardino (dopo la stagione in prestito a Bologna), assieme all'arrivo in difesa di Gamberini (in prestito dal Napoli) e in mezzo al campo di Lodi (dal Catania). La Sampdoria ingaggia invece in attacco Gabbiadini (dalla Juventus).
La matricola Sassuolo punta sull'attaccante Zaza (ex Ascoli, in compartecipazione con la Juve), rinforzando poi tutti i suoi reparti rispettivamente con il portiere Rosati (dal Napoli), il difensore Acerbi (ex Milan e Chievo), il centrocampista Kurtić (ex Palermo) e l'attaccante Alexe (dalla Dinamo Bucarest). L'ultima promossa dalla serie cadetta, il Livorno, si affida all'estremo difensore Bardi (ex Inter e Novara) e al centrocampista Greco (dall'Olympiacos).

#### Sessione invernale
Nella sessione di riparazione si segnala la campagna di rafforzamento attuata dalla Roma, che si assicura i centrocampisti Nainggolan (dal Cagliari) e Bastos (dall'Al-Ain). Il Napoli si rinforza con l'acquisto di Jorginho (dal Verona) a centrocampo e con i difensori Henrique e Ghoulam, rispettivamente da Palmeiras e Saint-Étienne. La Juventus si limita ad ampliare il proprio reparto offensivo con l'ingaggio di Osvaldo (dal Southampton).
Si dimostra molto attivo anche il Milan, che lascia partire gli attaccanti Niang (al Montpellier) e Matri (alla Fiorentina); al contempo, rimpolpa rispettivamente difesa e centrocampo prelevando Rami dal Valencia, Honda (svincolatosi dal CSKA Mosca) e il marocchino Adel Taarabt (dal QPR), richiamando inoltre alla base il giovane Petagna (dalla Sampdoria). L'Inter rafforza il proprio organico con il difensore D'Ambrosio (dal Torino) e con il centrocampista Hernanes (dalla Lazio); la stessa società biancoceleste prende l'attaccante portoghese Postiga (dal Valencia) e la mezzapunta Kakuta (dal Chelsea).

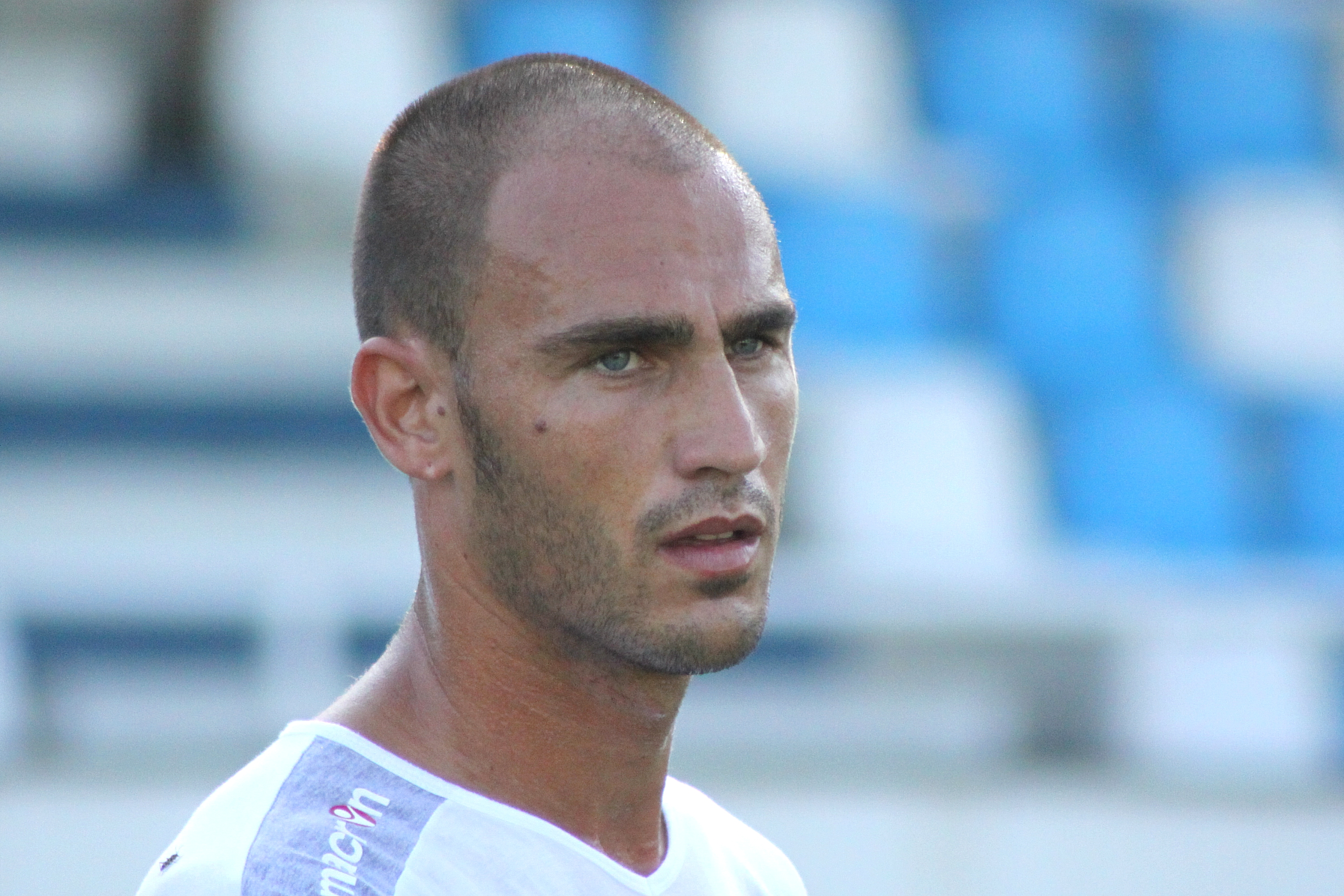
Paolo Cannavaro, capitano del Napoli, lascia a metà stagione la città natìa e si accasa al dove contribuisce alla prima, storica salvezza in massima serie della matricola neroverde di Di Francesco.

Tra le formazioni di secondo piano, c'è il ritorno di Lodi a Catania (dopo un semestre in Liguria). Il Sassuolo rinforza la difesa con gli ex genoani Biondini e Manfredini, con Sansone (dal Parma), Paolo Cannavaro (dal Napoli) e con Aleandro Rosi; questo ultimo giunge nell'ambito dello scambio di prestiti sulla via Emilia coi parmensi, che vede Schelotto passare alla corte dei ducali. A Genova, la Sampdoria cede Maresca (al Palermo), mentre il Genoa prende il centrocampista Cabral (dal Sunderland) assieme ai difensori De Ceglie, Motta (entrambi dalla Juventus) e Burdisso (dalla Roma).

### Avvenimenti

#### Girone di andata
La crescente egemonia della Juventus sul campionato – fatto che pure delineò pronostici a senso unico – trovò opposizione nella rinnovata Roma, capace di far suo il primato solitario nella giornata infrasettimanale del 25 settembre 2013: un Napoli fin lì appaiato scivolò infatti a −2 dalla vetta, impattando contro il debuttante Sassuolo che mosse nella circostanza la propria classifica. Durante l'ottavo turno – foriero peraltro del record di ben 11 penalties assegnati – i partenopei uscirono sconfitti dall'Olimpico, precipitando a 5 lunghezze in compagnia dei bianconeri cui la domenica riservò un rocambolesco knock-out a Firenze.

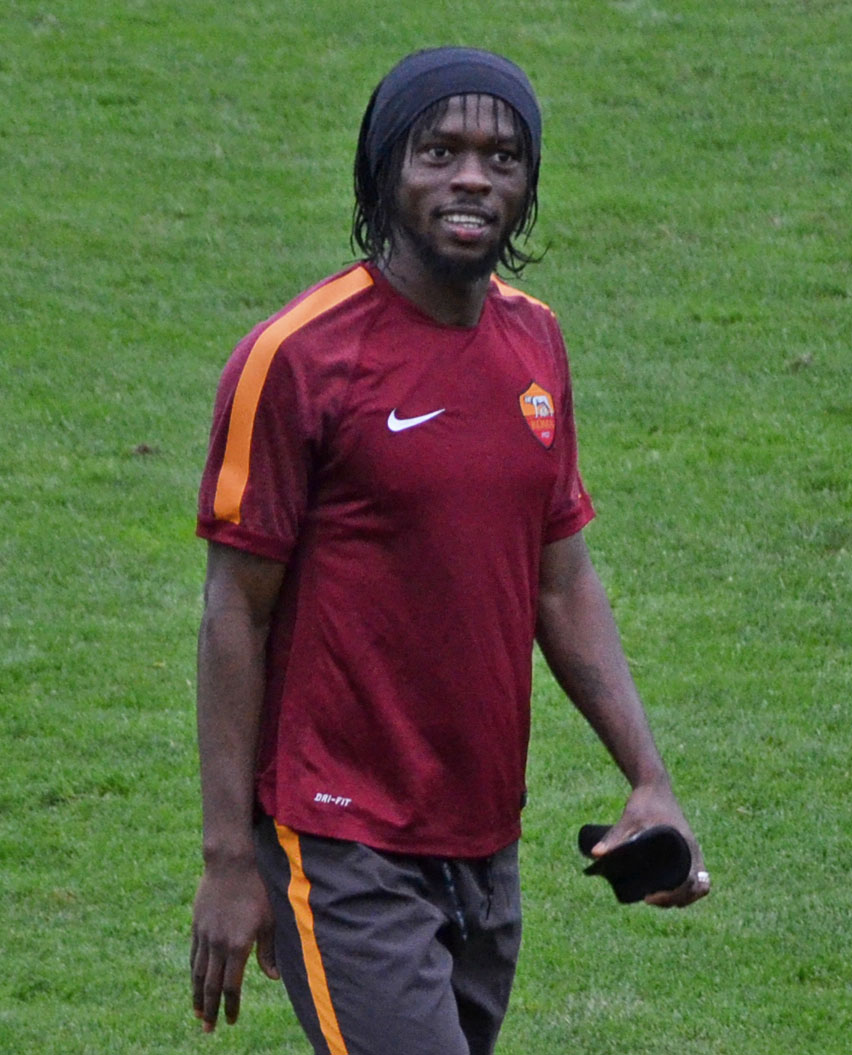
L'ala offensiva Gervinho è tra i protagonisti della nuova Roma disegnata da Garcia, seconda classificata e al suo record di punti in campionato.

Con l'avvio biancoceleste caratterizzato invece da fiacche prestazioni, il 31 ottobre la squadra di Garcia incasellò il decimo successo consecutivo da inizio stagione: tale numero sfatò il precedente exploit, posto in essere da Fabio Capello che alla guida della Vecchia Signora aveva totalizzato 27 punti nei primi 9 turni dell'annata 2005-06. Mentre l'Inter del nuovo corso societario – con l'epoca di Massimo Moratti giunta al capolinea dopo 18 anni – prese a ritagliarsi spazio in zona UEFA congiuntamente al Verona, il Milan accumulò considerevoli ritardi in tal senso.
Una serie di pareggi compromise intanto la situazione giallorossa, determinando il sorpasso dei sabaudi il 24 novembre: campani e gigliati confermarono da par loro la nomea di terza e quarta forza, con nerazzurri e scaligeri a mantenere un discreto vantaggio sulle outsider genoana e parmense.
Catania e Livorno si arrabattarono sul fondo della graduatoria assieme al Bologna, sia pur a fronte di pericoli incombenti anche sui cammini clivense e doriano; col quadro di Sassuolo e Udinese apparso maggiormente stabile, Cagliari e Atalanta furono parimenti chiamate a trarsi d'impaccio. Da menzionare infine il comportamento granata, alla cui rincorsa europea giovarono le doti realizzative del futuro cannoniere Ciro Immobile.
La compagine romana vide frantumarsi il proprio score nella trasferta compiuta a Torino il 5 gennaio 2014, in cui la netta affermazione della Juventus fruttò a quest'ultima il simbolico titolo invernale: giunti a cogliere l'undicesima vittoria di fila una settimana più tardi, i campioni uscenti svoltarono a +8 sull'inseguitrice al giro di boa.

#### Girone di ritorno

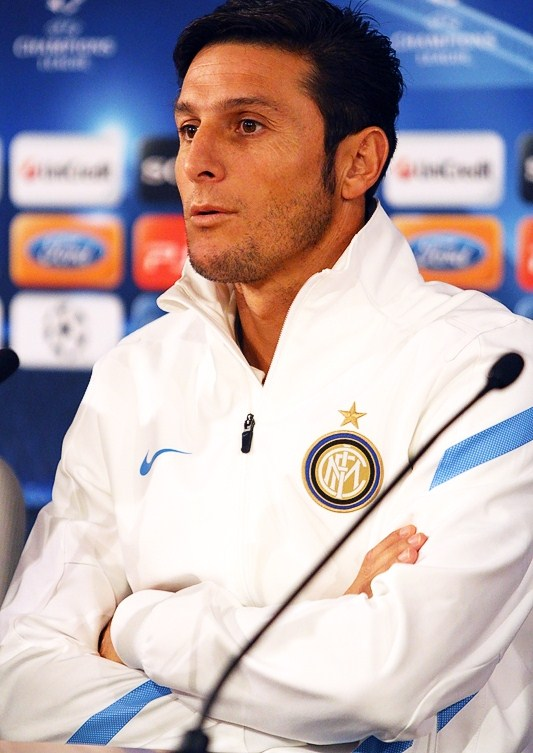
Javier Zanetti, dopo diciannove stagioni con la maglia dell'Inter, si ritira dal calcio giocato; l'argentino è ancora oggi il giocatore straniero con più presenze (615) nella storia del campionato italiano.

Nella seconda parte del campionato la Lazio, con l'avvicendamento tecnico tra Petković e Reja, risale parzialmente in classifica, mentre nel Milan la sostituzione dell'allenatore Allegri con l'ex bandiera Seedorf, esordiente assoluto, non vede miglioramenti nei risultati. Dietro alla Juventus, capolista assoluta che viaggia a una media-record (e che raggiungendo le 15 vittorie consecutive in casa, supera anche il primato del Torino di Radice che resisteva dal 1975-1976), mantengono le loro posizioni giallorossi e partenopei, mentre la lotta per l'Europa League vede un'altalenante Inter battagliare con l'altrettanto discontinua Fiorentina e un Parma al di sopra delle aspettative, che mette assieme una striscia di 17 risultati utili mai riuscita prima neanche alla plurititolata squadra degli anni 1990. Dopo il buon girone d'andata, stenta invece il Verona, mentre un'altra provinciale come l'Atalanta è protagonista di un exploit che la porta a scalare la graduatoria. In coda, ancora deludenti le prove di Sassuolo, Livorno e Catania; la Samp risale invece la china, traendo giovamento dall'arrivo in panchina di Mihajlović.
Il 4 maggio 2014, alla terz'ultima giornata, la sconfitta della Roma a Catania consegna matematicamente alla Juventus il suo trentesimo scudetto – prima formazione italiana a centrare il traguardo –: è il terzo titolo consecutivo per i bianconeri, un filotto che nella storia del club non si verificava dal già citato Quinquennio degli anni 1930; i piemontesi diventano inoltre i primi, dall'istituzione del girone unico, a bissare un tris di scudetti. In virtù del cammino-record della formazione juventina, una Roma pur al suo primato di punti deve accontentarsi della piazza d'onore, seguita al terzo posto dal Napoli che fa suo l'ultimo pass utile per la Champions League.

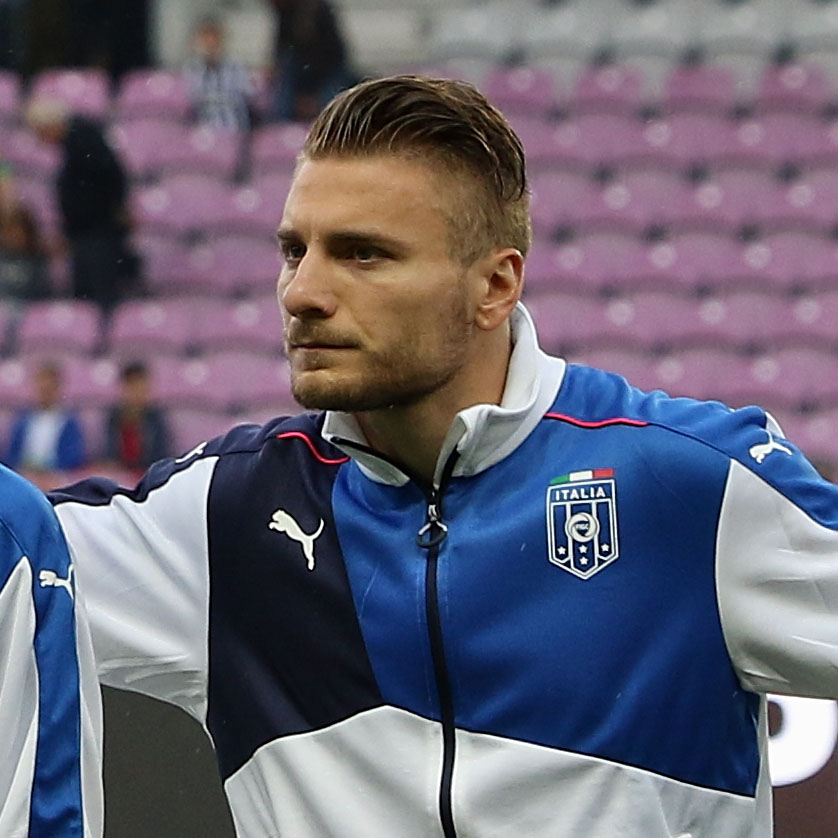
Ciro Immobile del, capocannoniere con 22 reti; grazie anche al suo score, i granata di Gian Piero Ventura centrano dopo vent'anni l'accesso alle coppe europee.

In coda, a una giornata dal termine, vengono sancite le retrocessioni di Livorno, Bologna e Catania: se i toscani sono stati per gran parte dell'annata lontani da qualsivoglia concreta speranza di salvezza, gli emiliani pagano una rosa non all'altezza e ulteriormente indebolita dalle cessioni nel mercato invernale, mentre ai siciliani (che in dodici mesi passano dall'ottavo posto alla discesa in cadetteria) non basta la tardiva inversione di marcia degli ultimi turni nonché la vittoria nello scontro diretto con i rossoblù, vanificata dal contemporaneo successo del Chievo che permane così in massima categoria assieme alla matricola Sassuolo, artefice della sua prima salvezza in Serie A.
Con l'ultimo turno, a corollario di una stagione monstre, la Juventus stabilisce tutta una serie di nuovi record: toccando quota 102 – per la prima volta in tripla cifra – raggiunge il primato assoluto di punti nei campionati italiani (superando il precedente di 97 stabilito dall'Inter nel 2006-2007) e, con 106 reti segnate in stagione, eguaglia anche il proprio record (risalente all'annata 1992-1993); la società bianconera sigla inoltre una striscia di 19 vittorie casalinghe consecutive (su 19 incontri di campionato disputati), nuovo primato di successi e infine, con 33 partite vinte (su 38), batte il record di successi totali nel corso di una stagione (superando le 30 ottenute dai succitati nerazzurri di Mancini del 2007).
Ancora per quanto concerne le statistiche, in questo frangente finale del torneo è degno di nota il primo tempo di Udinese-Livorno, valido per la trentaseiesima giornata e terminato sul punteggio di 5-2, un parziale dalle dimensioni mai viste in Serie A per una prima frazione di gioco. Proprio la giornata conclusiva definisce l'ultimo verdetto in palio, con il Parma che guadagna sul campo il diritto di far compagnia a Fiorentina e Inter conquistando la qualificazione all'Europa League, superando il Torino – sospinto dai 22 gol del capocannoniere Ciro Immobile – e il Milan che dopo sedici stagioni manca l'accesso alle coppe europee; tuttavia a campionato concluso lo stesso club ducale, cui viene negata la licenza UEFA a causa di alcune pendenze economiche, è costretto a cedere il posto in Europa ai granata (che chiudono a pari punti con i rossoneri, ma sopravanzandoli per la migliore differenza reti), i quali tornano così a gareggiare in una delle maggiori competizioni continentali a vent'anni dalla loro precedente apparizione.

## Squadre partecipanti
| Club       | Stagione | Città    | Stadio                                              | Stagione precedente                           |
| ---------- | -------- | -------- | --------------------------------------------------- | --------------------------------------------- |
| Atalanta   | dettagli | Bergamo  | Stadio Atleti Azzurri d'Italia                      | 15º posto in Serie A                          |
| Bologna    | dettagli | Bologna  | Stadio Renato Dall'Ara                              | 13º posto in Serie A                          |
| Cagliari   | dettagli | Cagliari | Stadio Sant'Elia                                    | 11º posto in Serie A                          |
| Catania    | dettagli | Catania  | Stadio Angelo Massimino (Cibali)                    | 8º posto in Serie A                           |
| Chievo     | dettagli | Verona   | Stadio Marcantonio Bentegodi                        | 12º posto in Serie A                          |
| Verona     | dettagli | Verona   | Stadio Marcantonio Bentegodi                        | 2º posto in Serie B, promosso                 |
| Fiorentina | dettagli | Firenze  | Stadio Artemio Franchi                              | 4º posto in Serie A                           |
| Genoa      | dettagli | Genova   | Stadio Luigi Ferraris (Marassi)                     | 17º posto in Serie A                          |
| Sampdoria  | dettagli | Genova   | Stadio Luigi Ferraris (Marassi)                     | 14º posto in Serie A                          |
| Inter      | dettagli | Milano   | Stadio Giuseppe Meazza (San Siro)                   | 9º posto in Serie A                           |
| Milan      | dettagli | Milano   | Stadio Giuseppe Meazza (San Siro)                   | 3º posto in Serie A                           |
| Juventus   | dettagli | Torino   | Juventus Stadium                                    | 1º posto in Serie A                           |
| Torino     | dettagli | Torino   | Stadio Olimpico di Torino                           | 16º posto in Serie A                          |
| Lazio      | dettagli | Roma     | Stadio Olimpico di Roma                             | 7º posto in Serie A                           |
| Roma       | dettagli | Roma     | Stadio Olimpico di Roma                             | 6º posto in Serie A                           |
| Livorno    | dettagli | Livorno  | Stadio Armando Picchi                               | 3º posto in Serie B, promosso dopo i play-off |
| Napoli     | dettagli | Napoli   | Stadio San Paolo                                    | 2º posto in Serie A                           |
| Parma      | dettagli | Parma    | Stadio Ennio Tardini                                | 10º posto in Serie A                          |
| Sassuolo   | dettagli | Sassuolo | Mapei Stadium - Città del Tricolore (Reggio Emilia) | 1º posto in Serie B, promosso                 |
| Udinese    | dettagli | Udine    | Stadio Friuli                                       | 5º posto in Serie A                           |

## Allenatori e primatisti
| Squadra    | Allenatore                                                                                          | Calciatore più presente (tra parentesi il numero delle presenze) | Cannoniere (tra parentesi il numero delle reti) |
| ---------- | --------------------------------------------------------------------------------------------------- | ---------------------------------------------------------------- | ----------------------------------------------- |
| Atalanta   | Stefano Colantuono                                                                                  | Germán Denis (37)                                                | Germán Denis (13)                               |
| Bologna    | Stefano Pioli (1ª-18ª) Davide Ballardini (19ª-38ª)                                                  | Gianluca Curci (37)                                              | Panagiōtīs Kone, Alessandro Diamanti (5)        |
| Cagliari   | Diego Luis López (1ª-32ª) Ivo Pulga (33ª-38ª)                                                       | Luca Rossettini (36)                                             | Mauricio Pinilla (7)                            |
| Catania    | Rolando Maran (1ª-8ª) Luigi De Canio (9ª-19ª) Rolando Maran (20ª-32ª) Maurizio Pellegrino (33ª-38ª) | Gonzalo Bergessio, Mariano Izco (30)                             | Gonzalo Bergessio (10)                          |
| Chievo     | Giuseppe Sannino (1ª-12ª) Eugenio Corini (13ª-38ª)                                                  | Alberto Paloschi (34)                                            | Alberto Paloschi (13)                           |
| Fiorentina | Vincenzo Montella                                                                                   | Neto (35)                                                        | Giuseppe Rossi (16)                             |
| Genoa      | Fabio Liverani (1ª-6ª) Gian Piero Gasperini (7ª-38ª)                                                | Mattia Perin (37)                                                | Alberto Gilardino (15)                          |
| Inter      | Walter Mazzarri                                                                                     | Rodrigo Palacio (37)                                             | Rodrigo Palacio (17)                            |
| Juventus   | Antonio Conte                                                                                       | Paul Pogba (36)                                                  | Carlos Tévez (19)                               |
| Lazio      | Vladimir Petković (1ª-17ª) Edoardo Reja (18ª-38ª)                                                   | Antonio Candreva (37)                                            | Antonio Candreva (12)                           |
| Livorno    | Davide Nicola (1ª-19ª) Attilio Perotti (20ª) Domenico Di Carlo (21ª-34ª) Davide Nicola (35ª-38ª)    | Francesco Bardi, Paulinho (35)                                   | Paulinho (15)                                   |
| Milan      | Massimiliano Allegri (1ª-19ª) Clarence Seedorf (20ª-38ª)                                            | Nigel de Jong (32)                                               | Mario Balotelli (14)                            |
| Napoli     | Rafael Benítez                                                                                      | José María Callejón (37)                                         | Gonzalo Higuaín (17)                            |
| Parma      | Roberto Donadoni                                                                                    | Antonio Mirante, Marco Parolo, Mattia Cassani (36)               | Antonio Cassano (12)                            |
| Roma       | Rudi Garcia                                                                                         | Alessandro Florenzi (37)                                         | Mattia Destro (13)                              |
| Sampdoria  | Delio Rossi (1ª-12ª) Siniša Mihajlović (13ª-38ª)                                                    | Lorenzo De Silvestri (35)                                        | Éder (12)                                       |
| Sassuolo   | Eusebio Di Francesco (1ª-21ª) Alberto Malesani (22ª-26ª) Eusebio Di Francesco (27ª-38ª)             | Gianluca Pegolo, Simone Zaza (33)                                | Domenico Berardi (16)                           |
| Torino     | Gian Piero Ventura                                                                                  | Daniele Padelli (38)                                             | Ciro Immobile (22)                              |
| Udinese    | Francesco Guidolin                                                                                  | Danilo, Roberto Pereyra (36)                                     | Antonio Di Natale (17)                          |
| Verona     | Andrea Mandorlini                                                                                   | Rafael (37)                                                      | Luca Toni (20)                                  |

## Classifica finale
|        | Pos. | Squadra    | Pt  | G  | V  | N  | P  | GF | GS | DR  |
| ------ | ---- | ---------- | --- | -- | -- | -- | -- | -- | -- | --- |
|        | 1.   | Juventus   | 102 | 38 | 33 | 3  | 2  | 80 | 23 | +57 |
|        | 2.   | Roma       | 85  | 38 | 26 | 7  | 5  | 72 | 25 | +47 |
|        | 3.   | Napoli     | 78  | 38 | 23 | 9  | 6  | 77 | 39 | +38 |
|        | 4.   | Fiorentina | 65  | 38 | 19 | 8  | 11 | 65 | 44 | +21 |
|        | 5.   | Inter      | 60  | 38 | 15 | 15 | 8  | 62 | 39 | +23 |
| [ 75 ] | 6.   | Parma      | 58  | 38 | 15 | 13 | 10 | 58 | 46 | +12 |
| [ 75 ] | 7.   | Torino     | 57  | 38 | 15 | 12 | 11 | 58 | 48 | +10 |
|        | 8.   | Milan      | 57  | 38 | 16 | 9  | 13 | 57 | 49 | +8  |
|        | 9.   | Lazio      | 56  | 38 | 15 | 11 | 12 | 54 | 54 | 0   |
|        | 10.  | Verona     | 54  | 38 | 16 | 6  | 16 | 62 | 68 | -6  |
|        | 11.  | Atalanta   | 50  | 38 | 15 | 5  | 18 | 43 | 51 | -8  |
|        | 12.  | Sampdoria  | 45  | 38 | 12 | 9  | 17 | 48 | 62 | -14 |
|        | 13.  | Udinese    | 44  | 38 | 12 | 8  | 18 | 46 | 57 | -11 |
|        | 14.  | Genoa      | 44  | 38 | 11 | 11 | 16 | 41 | 50 | -9  |
|        | 15.  | Cagliari   | 39  | 38 | 9  | 12 | 17 | 34 | 53 | -19 |
|        | 16.  | Chievo     | 36  | 38 | 10 | 6  | 22 | 34 | 54 | -20 |
|        | 17.  | Sassuolo   | 34  | 38 | 9  | 7  | 22 | 43 | 72 | -29 |
|        | 18.  | Catania    | 32  | 38 | 8  | 8  | 22 | 34 | 66 | -32 |
|        | 19.  | Bologna    | 29  | 38 | 5  | 14 | 19 | 28 | 58 | -30 |
|        | 20.  | Livorno    | 25  | 38 | 6  | 7  | 25 | 39 | 77 | -38 |

Legenda:
      Campione d'Italia e ammessa alla fase a gironi della UEFA Champions League 2014-2015.
      Ammessa alla fase a gironi della UEFA Champions League 2014-2015.
      Ammessa agli spareggi (percorso piazzate) della UEFA Champions League 2014-2015.
      Ammessa alla fase a gironi della UEFA Europa League 2014-2015.
      Ammessi alle qualificazioni della UEFA Europa League 2014-2015, uno o due turni secondo il piazzamento.
      Retrocesse in Serie B 2014-2015
Regolamento:
Tre punti a vittoria, uno a pareggio, zero a sconfitta.
In caso di arrivo di due o più squadre a pari punti, la graduatoria verrà stilata secondo la classifica avulsa tra le squadre interessate che prevede, in ordine, i seguenti criteri:
- Punti negli scontri diretti.
- Differenza reti negli scontri diretti.
- Differenza reti generale.
- Reti realizzate in generale.
- Sorteggio.

### Squadra campione
| Formazione tipo (3-5-2) | Giocatori (presenze)      |
| --- | ------------------------- |
| Buffon Barzagli Bonucci Chiellini Lichtsteiner Vidal Pirlo Pogba Asamoah Llorente Tévez | Gianluigi Buffon (33)     |
| Buffon Barzagli Bonucci Chiellini Lichtsteiner Vidal Pirlo Pogba Asamoah Llorente Tévez | Andrea Barzagli (26)      |
| Buffon Barzagli Bonucci Chiellini Lichtsteiner Vidal Pirlo Pogba Asamoah Llorente Tévez | Leonardo Bonucci (29)     |
| Buffon Barzagli Bonucci Chiellini Lichtsteiner Vidal Pirlo Pogba Asamoah Llorente Tévez | Giorgio Chiellini (31)    |
| Buffon Barzagli Bonucci Chiellini Lichtsteiner Vidal Pirlo Pogba Asamoah Llorente Tévez | Stephan Lichtsteiner (27) |
| Buffon Barzagli Bonucci Chiellini Lichtsteiner Vidal Pirlo Pogba Asamoah Llorente Tévez | Arturo Vidal (32)         |
| Buffon Barzagli Bonucci Chiellini Lichtsteiner Vidal Pirlo Pogba Asamoah Llorente Tévez | Andrea Pirlo (30)         |
| Buffon Barzagli Bonucci Chiellini Lichtsteiner Vidal Pirlo Pogba Asamoah Llorente Tévez | Paul Pogba (36)           |
| Buffon Barzagli Bonucci Chiellini Lichtsteiner Vidal Pirlo Pogba Asamoah Llorente Tévez | Kwadwo Asamoah (34)       |
| Buffon Barzagli Bonucci Chiellini Lichtsteiner Vidal Pirlo Pogba Asamoah Llorente Tévez | Fernando Llorente (34)    |
| Buffon Barzagli Bonucci Chiellini Lichtsteiner Vidal Pirlo Pogba Asamoah Llorente Tévez | Carlos Tévez (34)         |
| Altri giocatori: Claudio Marchisio (29), Simone Padoin (21), Mauricio Isla (18), Martín Cáceres (17), Sebastian Giovinco (17), Fabio Quagliarella (17), Angelo Ogbonna (16), Mirko Vučinić (12), Pablo Osvaldo (11), Federico Peluso (9), Marco Storari (6), Paolo De Ceglie (4), Marco Motta (2), Simone Pepe (2), Rubinho (1). |                           |

## Risultati

### Tabellone
Leggendo per riga si hanno i risultati casalinghi della squadra, mentre leggendo per colonna si hanno i risultati in trasferta della squadra.
|            | Ata  | Bol  | Cag  | Cat  | Chi  | Fio  | Gen  | Int  | Juv  | Laz  | Liv  | Mil  | Nap  | Par  | Rom  | Sam  | Sas  | Tor  | Udi  | Ver  |
| ---------- | ---- | ---- | ---- | ---- | ---- | ---- | ---- | ---- | ---- | ---- | ---- | ---- | ---- | ---- | ---- | ---- | ---- | ---- | ---- | ---- |
| Atalanta   | –––– | 2-1  | 1-0  | 2-1  | 2-1  | 0-2  | 1-1  | 1-1  | 1-4  | 2-1  | 2-0  | 2-1  | 3-0  | 0-4  | 1-1  | 3-0  | 0-2  | 2-0  | 2-0  | 1-2  |
| Bologna    | 0-2  | –––– | 1-0  | 1-2  | 0-0  | 0-3  | 1-0  | 1-1  | 0-2  | 0-0  | 1-0  | 3-3  | 2-2  | 1-1  | 0-1  | 2-2  | 0-0  | 1-2  | 0-2  | 1-4  |
| Cagliari   | 2-1  | 0-3  | –––– | 2-1  | 0-1  | 1-0  | 2-1  | 1-1  | 1-4  | 0-2  | 1-2  | 1-2  | 1-1  | 1-0  | 1-3  | 2-2  | 2-2  | 2-1  | 3-0  | 1-0  |
| Catania    | 2-1  | 2-0  | 1-1  | –––– | 2-0  | 0-3  | 1-1  | 0-3  | 0-1  | 3-1  | 3-3  | 1-3  | 2-4  | 0-0  | 4-1  | 2-1  | 0-0  | 1-2  | 1-0  | 0-0  |
| Chievo     | 0-1  | 3-0  | 0-0  | 2-0  | –––– | 1-2  | 2-1  | 2-1  | 1-2  | 0-2  | 3-0  | 0-0  | 2-4  | 1-2  | 0-2  | 0-1  | 0-1  | 0-1  | 2-1  | 0-1  |
| Fiorentina | 2-0  | 3-0  | 1-1  | 2-1  | 3-1  | –––– | 3-3  | 1-2  | 4-2  | 0-1  | 1-0  | 0-2  | 1-2  | 2-2  | 0-1  | 2-1  | 3-4  | 2-2  | 2-1  | 4-3  |
| Genoa      | 1-1  | 0-0  | 1-2  | 2-0  | 2-1  | 2-5  | –––– | 1-0  | 0-1  | 2-0  | 0-0  | 1-2  | 0-2  | 1-0  | 1-0  | 0-1  | 2-0  | 1-1  | 3-3  | 2-0  |
| Inter      | 1-2  | 2-2  | 1-1  | 0-0  | 1-1  | 2-1  | 2-0  | –––– | 1-1  | 4-1  | 2-0  | 1-0  | 0-0  | 3-3  | 0-3  | 1-1  | 1-0  | 1-0  | 0-0  | 4-2  |
| Juventus   | 1-0  | 1-0  | 3-0  | 4-0  | 3-1  | 1-0  | 2-0  | 3-1  | –––– | 4-1  | 2-0  | 3-2  | 3-0  | 2-1  | 3-0  | 4-2  | 4-0  | 1-0  | 1-0  | 2-1  |
| Lazio      | 0-1  | 1-0  | 2-0  | 3-1  | 3-0  | 0-0  | 0-2  | 1-0  | 1-1  | –––– | 2-0  | 1-1  | 2-4  | 3-2  | 0-0  | 2-0  | 3-2  | 3-3  | 2-1  | 3-3  |
| Livorno    | 1-0  | 2-1  | 1-1  | 2-0  | 2-4  | 0-1  | 0-1  | 2-2  | 0-2  | 0-2  | –––– | 2-2  | 1-1  | 0-3  | 0-2  | 1-2  | 3-1  | 3-3  | 1-2  | 2-3  |
| Milan      | 3-0  | 1-0  | 3-1  | 1-0  | 3-0  | 0-2  | 1-1  | 1-0  | 0-2  | 1-1  | 3-0  | –––– | 1-2  | 2-4  | 2-2  | 1-0  | 2-1  | 1-1  | 1-0  | 1-0  |
| Napoli     | 2-0  | 3-0  | 3-0  | 2-1  | 1-1  | 0-1  | 1-1  | 4-2  | 2-0  | 4-2  | 4-0  | 3-1  | –––– | 0-1  | 1-0  | 2-0  | 1-1  | 2-0  | 3-3  | 5-1  |
| Parma      | 4-3  | 1-1  | 0-0  | 0-0  | 0-0  | 2-2  | 1-1  | 0-2  | 0-1  | 1-1  | 2-0  | 3-2  | 1-0  | –––– | 1-3  | 2-0  | 3-1  | 3-1  | 1-0  | 2-0  |
| Roma       | 3-1  | 5-0  | 0-0  | 4-0  | 1-0  | 2-1  | 4-0  | 0-0  | 0-1  | 2-0  | 3-0  | 2-0  | 2-0  | 4-2  | –––– | 3-0  | 1-1  | 2-1  | 3-2  | 3-0  |
| Sampdoria  | 1-0  | 1-1  | 1-0  | 2-0  | 2-1  | 0-0  | 0-3  | 0-4  | 0-1  | 1-1  | 4-2  | 0-2  | 2-5  | 1-1  | 0-2  | –––– | 3-4  | 2-2  | 3-0  | 5-0  |
| Sassuolo   | 2-0  | 2-1  | 1-1  | 3-1  | 0-1  | 0-1  | 4-2  | 0-7  | 1-3  | 2-2  | 1-4  | 4-3  | 0-2  | 0-1  | 0-2  | 1-2  | –––– | 0-2  | 1-2  | 1-2  |
| Torino     | 1-0  | 1-2  | 2-1  | 4-1  | 4-1  | 0-0  | 2-1  | 3-3  | 0-1  | 1-0  | 3-1  | 2-2  | 0-1  | 1-1  | 1-1  | 0-2  | 2-0  | –––– | 2-0  | 2-2  |
| Udinese    | 1-1  | 1-1  | 2-0  | 1-0  | 3-0  | 1-0  | 1-0  | 0-3  | 0-2  | 2-3  | 5-3  | 1-0  | 1-1  | 3-1  | 0-1  | 3-3  | 1-0  | 0-2  | –––– | 1-3  |
| Verona     | 2-1  | 0-0  | 2-1  | 4-0  | 0-1  | 3-5  | 3-0  | 0-2  | 2-2  | 4-1  | 2-1  | 2-1  | 0-3  | 3-2  | 1-3  | 2-0  | 2-0  | 1-3  | 2-2  | –––– |

### Calendario
Il sorteggio del calendario è avvenuto a Milano il 29 luglio 2013. Gli impegni della Nazionale azzurra nelle qualificazioni ai Mondiali 2014 hanno causato tre soste: 8 settembre, 13 ottobre e 17 novembre 2013. Il campionato ha inoltre osservato la pausa natalizia in coincidenza del 29 dicembre 2013, con la ripresa fissata al 5 gennaio 2014.
I turni infrasettimanali si sono svolti il 25 settembre, 30 ottobre 2013 e 26 marzo 2014; la giornata del 20 aprile 2014 è stata interamente anticipata al sabato in quanto coincidente con la domenica pasquale.
| andata (1ª) | andata (1ª) | 1ª giornata        | ritorno (20ª) | ritorno (20ª) |  |
|             |             |                    |               |               |  |
| 25 ago.     | 2-1         | Cagliari-Atalanta  | 0-1           | 19 gen.       |  |
| 26 ago.     | 2-1         | Fiorentina-Catania | 3-0           | 19 gen.       |  |
| 25 ago.     | 2-0         | Inter-Genoa        | 0-1           | 19 gen.       |  |
| 25 ago.     | 2-1         | Lazio-Udinese      | 3-2           | 19 gen.       |  |
| 25 ago.     | 0-2         | Livorno-Roma       | 0-3           | 18 gen.       |  |
| 25 ago.     | 3-0         | Napoli-Bologna     | 2-2           | 19 gen.       |  |
| 25 ago.     | 0-0         | Parma-Chievo       | 2-1           | 19 gen.       |  |
| 24 ago.     | 0-1         | Sampdoria-Juventus | 2-4           | 18 gen.       |  |
| 25 ago.     | 2-0         | Torino-Sassuolo    | 2-0           | 19 gen.       |  |
| 24 ago.     | 2-1         | Verona-Milan       | 0-1           | 19 gen.       |  |

| andata (2ª) | andata (2ª) | 2ª giornata       | ritorno (21ª) | ritorno (21ª) |
|             |             |                   |               |               |
| 1º set.     | 2-0         | Atalanta-Torino   | 0-1           | 26 gen.       |
| 1º set.     | 2-2         | Bologna-Sampdoria | 1-1           | 26 gen.       |
| 1º set.     | 0-3         | Catania-Inter     | 0-0           | 26 gen.       |
| 31 ago.     | 2-4         | Chievo-Napoli     | 1-1           | 25 gen.       |
| 1º set.     | 2-5         | Genoa-Fiorentina  | 3-3           | 26 gen.       |
| 31 ago.     | 4-1         | Juventus-Lazio    | 1-1           | 25 gen.       |
| 1º set.     | 3-1         | Milan-Cagliari    | 2-1           | 26 gen.       |
| 1º set.     | 3-0         | Roma-Verona       | 3-1           | 26 gen.       |
| 1º set.     | 1-4         | Sassuolo-Livorno  | 1-3           | 26 gen.       |
| 1º set.     | 3-1         | Udinese-Parma     | 0-1           | 26 gen.       |

| andata (1ª) | andata (1ª) | 1ª giornata        | ritorno (20ª) | ritorno (20ª) |  |
|             |             |                    |               |               |  |
| 25 ago.     | 2-1         | Cagliari-Atalanta  | 0-1           | 19 gen.       |  |
| 26 ago.     | 2-1         | Fiorentina-Catania | 3-0           | 19 gen.       |  |
| 25 ago.     | 2-0         | Inter-Genoa        | 0-1           | 19 gen.       |  |
| 25 ago.     | 2-1         | Lazio-Udinese      | 3-2           | 19 gen.       |  |
| 25 ago.     | 0-2         | Livorno-Roma       | 0-3           | 18 gen.       |  |
| 25 ago.     | 3-0         | Napoli-Bologna     | 2-2           | 19 gen.       |  |
| 25 ago.     | 0-0         | Parma-Chievo       | 2-1           | 19 gen.       |  |
| 24 ago.     | 0-1         | Sampdoria-Juventus | 2-4           | 18 gen.       |  |
| 25 ago.     | 2-0         | Torino-Sassuolo    | 2-0           | 19 gen.       |  |
| 24 ago.     | 2-1         | Verona-Milan       | 0-1           | 19 gen.       |  |

| andata (2ª) | andata (2ª) | 2ª giornata       | ritorno (21ª) | ritorno (21ª) |
|             |             |                   |               |               |
| 1º set.     | 2-0         | Atalanta-Torino   | 0-1           | 26 gen.       |
| 1º set.     | 2-2         | Bologna-Sampdoria | 1-1           | 26 gen.       |
| 1º set.     | 0-3         | Catania-Inter     | 0-0           | 26 gen.       |
| 31 ago.     | 2-4         | Chievo-Napoli     | 1-1           | 25 gen.       |
| 1º set.     | 2-5         | Genoa-Fiorentina  | 3-3           | 26 gen.       |
| 31 ago.     | 4-1         | Juventus-Lazio    | 1-1           | 25 gen.       |
| 1º set.     | 3-1         | Milan-Cagliari    | 2-1           | 26 gen.       |
| 1º set.     | 3-0         | Roma-Verona       | 3-1           | 26 gen.       |
| 1º set.     | 1-4         | Sassuolo-Livorno  | 1-3           | 26 gen.       |
| 1º set.     | 3-1         | Udinese-Parma     | 0-1           | 26 gen.       |

| andata (3ª) | andata (3ª) | 3ª giornata         | ritorno (22ª) | ritorno (22ª) |
|             |             |                     |               |               |
| 15 set.     | 1-1         | Fiorentina-Cagliari | 0-1           | 1º feb.       |
| 14 set.     | 1-1         | Inter-Juventus      | 1-3           | 2 feb.        |
| 15 set.     | 3-0         | Lazio-Chievo        | 2-0           | 2 feb.        |
| 15 set.     | 2-0         | Livorno-Catania     | 3-3           | 2 feb.        |
| 14 set.     | 2-0         | Napoli-Atalanta     | 0-3           | 2 feb.        |
| 16 set.     | 1-3         | Parma-Roma          | 2-4           | 2 apr.        |
| 15 set.     | 0-3         | Sampdoria-Genoa     | 1-0           | 3 feb.        |
| 14 set.     | 2-2         | Torino-Milan        | 1-1           | 1º feb.       |
| 15 set.     | 1-1         | Udinese-Bologna     | 2-0           | 1º feb.       |
| 15 set.     | 2-0         | Verona-Sassuolo     | 2-1           | 2 feb.        |

| andata (4ª) | andata (4ª) | 4ª giornata         | ritorno (23ª) | ritorno (23ª) |
|             |             |                     |               |               |
| 22 set.     | 0-2         | Atalanta-Fiorentina | 0-2           | 8 feb.        |
| 22 set.     | 1-2         | Bologna-Torino      | 2-1           | 9 feb.        |
| 21 set.     | 2-2         | Cagliari-Sampdoria  | 0-1           | 9 feb.        |
| 22 set.     | 0-0         | Catania-Parma       | 0-0           | 9 feb.        |
| 21 set.     | 2-1         | Chievo-Udinese      | 0-3           | 8 feb.        |
| 21 set.     | 0-0         | Genoa-Livorno       | 1-0           | 9 feb.        |
| 22 set.     | 2-1         | Juventus-Verona     | 2-2           | 9 feb.        |
| 22 set.     | 1-2         | Milan-Napoli        | 1-3           | 8 feb.        |
| 22 set.     | 2-0         | Roma-Lazio          | 0-0           | 9 feb.        |
| 22 set.     | 0-7         | Sassuolo-Inter      | 0-1           | 9 feb.        |

| andata (3ª) | andata (3ª) | 3ª giornata         | ritorno (22ª) | ritorno (22ª) |
|             |             |                     |               |               |
| 15 set.     | 1-1         | Fiorentina-Cagliari | 0-1           | 1º feb.       |
| 14 set.     | 1-1         | Inter-Juventus      | 1-3           | 2 feb.        |
| 15 set.     | 3-0         | Lazio-Chievo        | 2-0           | 2 feb.        |
| 15 set.     | 2-0         | Livorno-Catania     | 3-3           | 2 feb.        |
| 14 set.     | 2-0         | Napoli-Atalanta     | 0-3           | 2 feb.        |
| 16 set.     | 1-3         | Parma-Roma          | 2-4           | 2 apr.        |
| 15 set.     | 0-3         | Sampdoria-Genoa     | 1-0           | 3 feb.        |
| 14 set.     | 2-2         | Torino-Milan        | 1-1           | 1º feb.       |
| 15 set.     | 1-1         | Udinese-Bologna     | 2-0           | 1º feb.       |
| 15 set.     | 2-0         | Verona-Sassuolo     | 2-1           | 2 feb.        |

| andata (4ª) | andata (4ª) | 4ª giornata         | ritorno (23ª) | ritorno (23ª) |
|             |             |                     |               |               |
| 22 set.     | 0-2         | Atalanta-Fiorentina | 0-2           | 8 feb.        |
| 22 set.     | 1-2         | Bologna-Torino      | 2-1           | 9 feb.        |
| 21 set.     | 2-2         | Cagliari-Sampdoria  | 0-1           | 9 feb.        |
| 22 set.     | 0-0         | Catania-Parma       | 0-0           | 9 feb.        |
| 21 set.     | 2-1         | Chievo-Udinese      | 0-3           | 8 feb.        |
| 21 set.     | 0-0         | Genoa-Livorno       | 1-0           | 9 feb.        |
| 22 set.     | 2-1         | Juventus-Verona     | 2-2           | 9 feb.        |
| 22 set.     | 1-2         | Milan-Napoli        | 1-3           | 8 feb.        |
| 22 set.     | 2-0         | Roma-Lazio          | 0-0           | 9 feb.        |
| 22 set.     | 0-7         | Sassuolo-Inter      | 0-1           | 9 feb.        |

| andata (5ª) | andata (5ª) | 5ª giornata      | ritorno (24ª) | ritorno (24ª) |
|             |             |                  |               |               |
| 25 set.     | 3-3         | Bologna-Milan    | 0-1           | 14 feb.       |
| 25 set.     | 1-2         | Chievo-Juventus  | 1-3           | 16 feb.       |
| 26 set.     | 2-1         | Inter-Fiorentina | 2-1           | 15 feb.       |
| 25 set.     | 3-1         | Lazio-Catania    | 1-3           | 16 feb.       |
| 25 set.     | 1-1         | Livorno-Cagliari | 2-1           | 16 feb.       |
| 25 set.     | 1-1         | Napoli-Sassuolo  | 2-0           | 16 feb.       |
| 25 set.     | 4-3         | Parma-Atalanta   | 4-0           | 16 feb.       |
| 25 set.     | 0-2         | Sampdoria-Roma   | 0-3           | 16 feb.       |
| 25 set.     | 2-2         | Torino-Verona    | 3-1           | 17 feb.       |
| 24 set.     | 1-0         | Udinese-Genoa    | 3-3           | 16 feb.       |

| andata (6ª) | andata (6ª) | 6ª giornata      | ritorno (25ª) | ritorno (25ª) |  |
|             |             |                  |               |               |  |
| 29 set.     | 2-0         | Atalanta-Udinese | 1-1           | 23 feb.       |  |
| 29 set.     | 1-1         | Cagliari-Inter   | 1-1           | 23 feb.       |  |
| 29 set.     | 2-0         | Catania-Chievo   | 0-2           | 23 feb.       |  |
| 30 set.     | 2-2         | Fiorentina-Parma | 2-2           | 24 feb.       |  |
| 28 set.     | 0-2         | Genoa-Napoli     | 1-1           | 24 feb.       |  |
| 28 set.     | 1-0         | Milan-Sampdoria  | 2-0           | 23 feb.       |  |
| 29 set.     | 5-0         | Roma-Bologna     | 1-0           | 22 feb.       |  |
| 29 set.     | 2-2         | Sassuolo-Lazio   | 2-3           | 23 feb.       |  |
| 29 set.     | 0-1         | Torino-Juventus  | 0-1           | 23 feb.       |  |
| 29 set.     | 2-1         | Verona-Livorno   | 3-2           | 23 feb.       |  |

| andata (5ª) | andata (5ª) | 5ª giornata      | ritorno (24ª) | ritorno (24ª) |
|             |             |                  |               |               |
| 25 set.     | 3-3         | Bologna-Milan    | 0-1           | 14 feb.       |
| 25 set.     | 1-2         | Chievo-Juventus  | 1-3           | 16 feb.       |
| 26 set.     | 2-1         | Inter-Fiorentina | 2-1           | 15 feb.       |
| 25 set.     | 3-1         | Lazio-Catania    | 1-3           | 16 feb.       |
| 25 set.     | 1-1         | Livorno-Cagliari | 2-1           | 16 feb.       |
| 25 set.     | 1-1         | Napoli-Sassuolo  | 2-0           | 16 feb.       |
| 25 set.     | 4-3         | Parma-Atalanta   | 4-0           | 16 feb.       |
| 25 set.     | 0-2         | Sampdoria-Roma   | 0-3           | 16 feb.       |
| 25 set.     | 2-2         | Torino-Verona    | 3-1           | 17 feb.       |
| 24 set.     | 1-0         | Udinese-Genoa    | 3-3           | 16 feb.       |

| andata (6ª) | andata (6ª) | 6ª giornata      | ritorno (25ª) | ritorno (25ª) |  |
|             |             |                  |               |               |  |
| 29 set.     | 2-0         | Atalanta-Udinese | 1-1           | 23 feb.       |  |
| 29 set.     | 1-1         | Cagliari-Inter   | 1-1           | 23 feb.       |  |
| 29 set.     | 2-0         | Catania-Chievo   | 0-2           | 23 feb.       |  |
| 30 set.     | 2-2         | Fiorentina-Parma | 2-2           | 24 feb.       |  |
| 28 set.     | 0-2         | Genoa-Napoli     | 1-1           | 24 feb.       |  |
| 28 set.     | 1-0         | Milan-Sampdoria  | 2-0           | 23 feb.       |  |
| 29 set.     | 5-0         | Roma-Bologna     | 1-0           | 22 feb.       |  |
| 29 set.     | 2-2         | Sassuolo-Lazio   | 2-3           | 23 feb.       |  |
| 29 set.     | 0-1         | Torino-Juventus  | 0-1           | 23 feb.       |  |
| 29 set.     | 2-1         | Verona-Livorno   | 3-2           | 23 feb.       |  |

| andata (7ª) | andata (7ª) | 7ª giornata      | ritorno (26ª) | ritorno (26ª) |
|             |             |                  |               |               |
| 6 ott.      | 1-4         | Bologna-Verona   | 0-0           | 2 mar.        |
| 6 ott.      | 1-1         | Catania-Genoa    | 0-2           | 2 mar.        |
| 5 ott.      | 0-1         | Chievo-Atalanta  | 1-2           | 2 mar.        |
| 5 ott.      | 0-3         | Inter-Roma       | 0-0           | 1º mar.       |
| 6 ott.      | 3-2         | Juventus-Milan   | 2-0           | 2 mar.        |
| 6 ott.      | 0-0         | Lazio-Fiorentina | 1-0           | 2 mar.        |
| 6 ott.      | 4-0         | Napoli-Livorno   | 1-1           | 2 mar.        |
| 6 ott.      | 3-1         | Parma-Sassuolo   | 1-0           | 2 mar.        |
| 6 ott.      | 2-2         | Sampdoria-Torino | 2-0           | 2 mar.        |
| 6 ott.      | 2-0         | Udinese-Cagliari | 0-3           | 2 mar.        |

| andata (8ª) | andata (8ª) | 8ª giornata         | ritorno (27ª) | ritorno (27ª) |
|             |             |                     |               |               |
| 20 ott.     | 2-1         | Atalanta-Lazio      | 1-0           | 9 mar.        |
| 19 ott.     | 2-1         | Cagliari-Catania    | 1-1           | 8 mar.        |
| 20 ott.     | 4-2         | Fiorentina-Juventus | 0-1           | 9 mar.        |
| 20 ott.     | 2-1         | Genoa-Chievo        | 1-2           | 9 mar.        |
| 20 ott.     | 1-2         | Livorno-Sampdoria   | 2-4           | 9 mar.        |
| 19 ott.     | 1-0         | Milan-Udinese       | 0-1           | 8 mar.        |
| 18 ott.     | 2-0         | Roma-Napoli         | 0-1           | 9 mar.        |
| 20 ott.     | 2-1         | Sassuolo-Bologna    | 0-0           | 9 mar.        |
| 20 ott.     | 3-3         | Torino-Inter        | 0-1           | 9 mar.        |
| 20 ott.     | 3-2         | Verona-Parma        | 0-2           | 9 mar.        |

| andata (7ª) | andata (7ª) | 7ª giornata      | ritorno (26ª) | ritorno (26ª) |
|             |             |                  |               |               |
| 6 ott.      | 1-4         | Bologna-Verona   | 0-0           | 2 mar.        |
| 6 ott.      | 1-1         | Catania-Genoa    | 0-2           | 2 mar.        |
| 5 ott.      | 0-1         | Chievo-Atalanta  | 1-2           | 2 mar.        |
| 5 ott.      | 0-3         | Inter-Roma       | 0-0           | 1º mar.       |
| 6 ott.      | 3-2         | Juventus-Milan   | 2-0           | 2 mar.        |
| 6 ott.      | 0-0         | Lazio-Fiorentina | 1-0           | 2 mar.        |
| 6 ott.      | 4-0         | Napoli-Livorno   | 1-1           | 2 mar.        |
| 6 ott.      | 3-1         | Parma-Sassuolo   | 1-0           | 2 mar.        |
| 6 ott.      | 2-2         | Sampdoria-Torino | 2-0           | 2 mar.        |
| 6 ott.      | 2-0         | Udinese-Cagliari | 0-3           | 2 mar.        |

| andata (8ª) | andata (8ª) | 8ª giornata         | ritorno (27ª) | ritorno (27ª) |
|             |             |                     |               |               |
| 20 ott.     | 2-1         | Atalanta-Lazio      | 1-0           | 9 mar.        |
| 19 ott.     | 2-1         | Cagliari-Catania    | 1-1           | 8 mar.        |
| 20 ott.     | 4-2         | Fiorentina-Juventus | 0-1           | 9 mar.        |
| 20 ott.     | 2-1         | Genoa-Chievo        | 1-2           | 9 mar.        |
| 20 ott.     | 1-2         | Livorno-Sampdoria   | 2-4           | 9 mar.        |
| 19 ott.     | 1-0         | Milan-Udinese       | 0-1           | 8 mar.        |
| 18 ott.     | 2-0         | Roma-Napoli         | 0-1           | 9 mar.        |
| 20 ott.     | 2-1         | Sassuolo-Bologna    | 0-0           | 9 mar.        |
| 20 ott.     | 3-3         | Torino-Inter        | 0-1           | 9 mar.        |
| 20 ott.     | 3-2         | Verona-Parma        | 0-2           | 9 mar.        |

| andata (9ª) | andata (9ª) | 9ª giornata        | ritorno (28ª) | ritorno (28ª) |
|             |             |                    |               |               |
| 27 ott.     | 1-0         | Bologna-Livorno    | 1-2           | 16 mar.       |
| 27 ott.     | 0-0         | Catania-Sassuolo   | 1-3           | 16 mar.       |
| 27 ott.     | 1-2         | Chievo-Fiorentina  | 1-3           | 16 mar.       |
| 26 ott.     | 4-2         | Inter-Verona       | 2-0           | 15 mar.       |
| 27 ott.     | 2-0         | Juventus-Genoa     | 1-0           | 16 mar.       |
| 27 ott.     | 2-0         | Lazio-Cagliari     | 2-0           | 16 mar.       |
| 27 ott.     | 2-0         | Napoli-Torino      | 1-0           | 17 mar.       |
| 27 ott.     | 3-2         | Parma-Milan        | 4-2           | 16 mar.       |
| 26 ott.     | 1-0         | Sampdoria-Atalanta | 0-3           | 16 mar.       |
| 27 ott.     | 0-1         | Udinese-Roma       | 2-3           | 17 mar.       |

| andata (10ª) | andata (10ª) | 10ª giornata      | ritorno (29ª) | ritorno (29ª) |
|              |              |                   |               |               |
| 29 ott.      | 1-1          | Atalanta-Inter    | 2-1           | 23 mar.       |
| 30 ott.      | 0-3          | Cagliari-Bologna  | 0-1           | 23 mar.       |
| 30 ott.      | 1-2          | Fiorentina-Napoli | 1-0           | 23 mar.       |
| 30 ott.      | 1-0          | Genoa-Parma       | 1-1           | 23 mar.       |
| 30 ott.      | 4-0          | Juventus-Catania  | 1-0           | 23 mar.       |
| 30 ott.      | 3-3          | Livorno-Torino    | 1-3           | 22 mar.       |
| 30 ott.      | 1-1          | Milan-Lazio       | 1-1           | 23 mar.       |
| 31 ott.      | 1-0          | Roma-Chievo       | 2-0           | 22 mar.       |
| 30 ott.      | 1-2          | Sassuolo-Udinese  | 0-1           | 23 mar.       |
| 30 ott.      | 2-0          | Verona-Sampdoria  | 0-5           | 23 mar.       |

| andata (9ª) | andata (9ª) | 9ª giornata        | ritorno (28ª) | ritorno (28ª) |
|             |             |                    |               |               |
| 27 ott.     | 1-0         | Bologna-Livorno    | 1-2           | 16 mar.       |
| 27 ott.     | 0-0         | Catania-Sassuolo   | 1-3           | 16 mar.       |
| 27 ott.     | 1-2         | Chievo-Fiorentina  | 1-3           | 16 mar.       |
| 26 ott.     | 4-2         | Inter-Verona       | 2-0           | 15 mar.       |
| 27 ott.     | 2-0         | Juventus-Genoa     | 1-0           | 16 mar.       |
| 27 ott.     | 2-0         | Lazio-Cagliari     | 2-0           | 16 mar.       |
| 27 ott.     | 2-0         | Napoli-Torino      | 1-0           | 17 mar.       |
| 27 ott.     | 3-2         | Parma-Milan        | 4-2           | 16 mar.       |
| 26 ott.     | 1-0         | Sampdoria-Atalanta | 0-3           | 16 mar.       |
| 27 ott.     | 0-1         | Udinese-Roma       | 2-3           | 17 mar.       |

| andata (10ª) | andata (10ª) | 10ª giornata      | ritorno (29ª) | ritorno (29ª) |
|              |              |                   |               |               |
| 29 ott.      | 1-1          | Atalanta-Inter    | 2-1           | 23 mar.       |
| 30 ott.      | 0-3          | Cagliari-Bologna  | 0-1           | 23 mar.       |
| 30 ott.      | 1-2          | Fiorentina-Napoli | 1-0           | 23 mar.       |
| 30 ott.      | 1-0          | Genoa-Parma       | 1-1           | 23 mar.       |
| 30 ott.      | 4-0          | Juventus-Catania  | 1-0           | 23 mar.       |
| 30 ott.      | 3-3          | Livorno-Torino    | 1-3           | 22 mar.       |
| 30 ott.      | 1-1          | Milan-Lazio       | 1-1           | 23 mar.       |
| 31 ott.      | 1-0          | Roma-Chievo       | 2-0           | 22 mar.       |
| 30 ott.      | 1-2          | Sassuolo-Udinese  | 0-1           | 23 mar.       |
| 30 ott.      | 2-0          | Verona-Sampdoria  | 0-5           | 23 mar.       |

| andata (11ª) | andata (11ª) | 11ª giornata       | ritorno (30ª) | ritorno (30ª) |
|              |              |                    |               |               |
| 4 nov.       | 0-0          | Bologna-Chievo     | 0-3           | 26 mar.       |
| 3 nov.       | 0-2          | Lazio-Genoa        | 0-2           | 26 mar.       |
| 3 nov.       | 1-0          | Livorno-Atalanta   | 0-2           | 26 mar.       |
| 2 nov.       | 0-2          | Milan-Fiorentina   | 2-0           | 26 mar.       |
| 2 nov.       | 2-1          | Napoli-Catania     | 4-2           | 26 mar.       |
| 2 nov.       | 0-1          | Parma-Juventus     | 1-2           | 26 mar.       |
| 3 nov.       | 3-4          | Sampdoria-Sassuolo | 2-1           | 26 mar.       |
| 3 nov.       | 1-1          | Torino-Roma        | 1-2           | 25 mar.       |
| 3 nov.       | 0-3          | Udinese-Inter      | 0-0           | 27 mar.       |
| 3 nov.       | 2-1          | Verona-Cagliari    | 0-1           | 26 mar.       |

| andata (12ª) | andata (12ª) | 12ª giornata         | ritorno (31ª) | ritorno (31ª) |
|              |              |                      |               |               |
| 10 nov.      | 2-1          | Atalanta-Bologna     | 2-0           | 29 mar.       |
| 10 nov.      | 2-1          | Cagliari-Torino      | 1-2           | 30 mar.       |
| 9 nov.       | 1-0          | Catania-Udinese      | 0-1           | 31 mar.       |
| 10 nov.      | 0-0          | Chievo-Milan         | 0-3           | 29 mar.       |
| 10 nov.      | 2-1          | Fiorentina-Sampdoria | 0-0           | 30 mar.       |
| 10 nov.      | 2-0          | Genoa-Verona         | 0-3           | 30 mar.       |
| 9 nov.       | 2-0          | Inter-Livorno        | 2-2           | 31 mar.       |
| 10 nov.      | 3-0          | Juventus-Napoli      | 0-2           | 30 mar.       |
| 10 nov.      | 1-1          | Parma-Lazio          | 2-3           | 30 mar.       |
| 10 nov.      | 1-1          | Roma-Sassuolo        | 2-0           | 30 mar.       |

| andata (11ª) | andata (11ª) | 11ª giornata       | ritorno (30ª) | ritorno (30ª) |
|              |              |                    |               |               |
| 4 nov.       | 0-0          | Bologna-Chievo     | 0-3           | 26 mar.       |
| 3 nov.       | 0-2          | Lazio-Genoa        | 0-2           | 26 mar.       |
| 3 nov.       | 1-0          | Livorno-Atalanta   | 0-2           | 26 mar.       |
| 2 nov.       | 0-2          | Milan-Fiorentina   | 2-0           | 26 mar.       |
| 2 nov.       | 2-1          | Napoli-Catania     | 4-2           | 26 mar.       |
| 2 nov.       | 0-1          | Parma-Juventus     | 1-2           | 26 mar.       |
| 3 nov.       | 3-4          | Sampdoria-Sassuolo | 2-1           | 26 mar.       |
| 3 nov.       | 1-1          | Torino-Roma        | 1-2           | 25 mar.       |
| 3 nov.       | 0-3          | Udinese-Inter      | 0-0           | 27 mar.       |
| 3 nov.       | 2-1          | Verona-Cagliari    | 0-1           | 26 mar.       |

| andata (12ª) | andata (12ª) | 12ª giornata         | ritorno (31ª) | ritorno (31ª) |
|              |              |                      |               |               |
| 10 nov.      | 2-1          | Atalanta-Bologna     | 2-0           | 29 mar.       |
| 10 nov.      | 2-1          | Cagliari-Torino      | 1-2           | 30 mar.       |
| 9 nov.       | 1-0          | Catania-Udinese      | 0-1           | 31 mar.       |
| 10 nov.      | 0-0          | Chievo-Milan         | 0-3           | 29 mar.       |
| 10 nov.      | 2-1          | Fiorentina-Sampdoria | 0-0           | 30 mar.       |
| 10 nov.      | 2-0          | Genoa-Verona         | 0-3           | 30 mar.       |
| 9 nov.       | 2-0          | Inter-Livorno        | 2-2           | 31 mar.       |
| 10 nov.      | 3-0          | Juventus-Napoli      | 0-2           | 30 mar.       |
| 10 nov.      | 1-1          | Parma-Lazio          | 2-3           | 30 mar.       |
| 10 nov.      | 1-1          | Roma-Sassuolo        | 2-0           | 30 mar.       |

| andata (13ª) | andata (13ª) | 13ª giornata       | ritorno (32ª) | ritorno (32ª) |
|              |              |                    |               |               |
| 24 nov.      | 1-1          | Bologna-Inter      | 2-2           | 5 apr.        |
| 24 nov.      | 0-2          | Livorno-Juventus   | 0-2           | 7 apr.        |
| 23 nov.      | 1-1          | Milan-Genoa        | 2-1           | 7 apr.        |
| 23 nov.      | 0-1          | Napoli-Parma       | 0-1           | 6 apr.        |
| 25 nov.      | 0-0          | Roma-Cagliari      | 3-1           | 6 apr.        |
| 24 nov.      | 1-1          | Sampdoria-Lazio    | 0-2           | 6 apr.        |
| 24 nov.      | 2-0          | Sassuolo-Atalanta  | 2-0           | 6 apr.        |
| 24 nov.      | 4-1          | Torino-Catania     | 2-1           | 6 apr.        |
| 24 nov.      | 1-0          | Udinese-Fiorentina | 1-2           | 6 apr.        |
| 23 nov.      | 0-1          | Verona-Chievo      | 1-0           | 5 apr.        |

| andata (14ª) | andata (14ª) | 14ª giornata      | ritorno (33ª) | ritorno (33ª) |
|              |              |                   |               |               |
| 1º dic.      | 1-1          | Atalanta-Roma     | 1-3           | 12 apr.       |
| 1º dic.      | 2-2          | Cagliari-Sassuolo | 1-1           | 12 apr.       |
| 1º dic.      | 1-3          | Catania-Milan     | 0-1           | 13 apr.       |
| 1º dic.      | 3-0          | Chievo-Livorno    | 4-2           | 13 apr.       |
| 2 dic.       | 4-3          | Fiorentina-Verona | 5-3           | 13 apr.       |
| 30 nov.      | 1-1          | Genoa-Torino      | 1-2           | 13 apr.       |
| 1º dic.      | 1-1          | Inter-Sampdoria   | 4-0           | 13 apr.       |
| 1º dic.      | 1-0          | Juventus-Udinese  | 2-0           | 14 apr.       |
| 2 dic.       | 2-4          | Lazio-Napoli      | 2-4           | 13 apr.       |
| 30 nov.      | 1-1          | Parma-Bologna     | 1-1           | 13 apr.       |

| andata (13ª) | andata (13ª) | 13ª giornata       | ritorno (32ª) | ritorno (32ª) |
|              |              |                    |               |               |
| 24 nov.      | 1-1          | Bologna-Inter      | 2-2           | 5 apr.        |
| 24 nov.      | 0-2          | Livorno-Juventus   | 0-2           | 7 apr.        |
| 23 nov.      | 1-1          | Milan-Genoa        | 2-1           | 7 apr.        |
| 23 nov.      | 0-1          | Napoli-Parma       | 0-1           | 6 apr.        |
| 25 nov.      | 0-0          | Roma-Cagliari      | 3-1           | 6 apr.        |
| 24 nov.      | 1-1          | Sampdoria-Lazio    | 0-2           | 6 apr.        |
| 24 nov.      | 2-0          | Sassuolo-Atalanta  | 2-0           | 6 apr.        |
| 24 nov.      | 4-1          | Torino-Catania     | 2-1           | 6 apr.        |
| 24 nov.      | 1-0          | Udinese-Fiorentina | 1-2           | 6 apr.        |
| 23 nov.      | 0-1          | Verona-Chievo      | 1-0           | 5 apr.        |

| andata (14ª) | andata (14ª) | 14ª giornata      | ritorno (33ª) | ritorno (33ª) |
|              |              |                   |               |               |
| 1º dic.      | 1-1          | Atalanta-Roma     | 1-3           | 12 apr.       |
| 1º dic.      | 2-2          | Cagliari-Sassuolo | 1-1           | 12 apr.       |
| 1º dic.      | 1-3          | Catania-Milan     | 0-1           | 13 apr.       |
| 1º dic.      | 3-0          | Chievo-Livorno    | 4-2           | 13 apr.       |
| 2 dic.       | 4-3          | Fiorentina-Verona | 5-3           | 13 apr.       |
| 30 nov.      | 1-1          | Genoa-Torino      | 1-2           | 13 apr.       |
| 1º dic.      | 1-1          | Inter-Sampdoria   | 4-0           | 13 apr.       |
| 1º dic.      | 1-0          | Juventus-Udinese  | 2-0           | 14 apr.       |
| 2 dic.       | 2-4          | Lazio-Napoli      | 2-4           | 13 apr.       |
| 30 nov.      | 1-1          | Parma-Bologna     | 1-1           | 13 apr.       |

| andata (15ª) | andata (15ª) | 15ª giornata      | ritorno (34ª) | ritorno (34ª) |
|              |              |                   |               |               |
| 6 dic.       | 0-2          | Bologna-Juventus  | 0-1           | 19 apr.       |
| 8 dic.       | 2-1          | Cagliari-Genoa    | 2-1           | 19 apr.       |
| 8 dic.       | 3-3          | Inter-Parma       | 2-0           | 19 apr.       |
| 7 dic.       | 2-2          | Livorno-Milan     | 0-3           | 19 apr.       |
| 7 dic.       | 3-3          | Napoli-Udinese    | 1-1           | 19 apr.       |
| 8 dic.       | 2-1          | Roma-Fiorentina   | 1-0           | 19 apr.       |
| 8 dic.       | 2-0          | Sampdoria-Catania | 1-2           | 19 apr.       |
| 8 dic.       | 0-1          | Sassuolo-Chievo   | 1-0           | 19 apr.       |
| 8 dic.       | 1-0          | Torino-Lazio      | 3-3           | 19 apr.       |
| 8 dic.       | 2-1          | Verona-Atalanta   | 2-1           | 19 apr.       |

| andata (16ª) | andata (16ª) | 16ª giornata       | ritorno (35ª) | ritorno (35ª) |
|              |              |                    |               |               |
| 14 dic.      | 0-0          | Catania-Verona     | 0-4           | 27 apr.       |
| 15 dic.      | 0-1          | Chievo-Sampdoria   | 1-2           | 27 apr.       |
| 15 dic.      | 3-0          | Fiorentina-Bologna | 3-0           | 26 apr.       |
| 15 dic.      | 1-1          | Genoa-Atalanta     | 1-1           | 27 apr.       |
| 15 dic.      | 4-0          | Juventus-Sassuolo  | 3-1           | 28 apr.       |
| 15 dic.      | 2-0          | Lazio-Livorno      | 2-0           | 27 apr.       |
| 16 dic.      | 2-2          | Milan-Roma         | 0-2           | 25 apr.       |
| 15 dic.      | 4-2          | Napoli-Inter       | 0-0           | 26 apr.       |
| 15 dic.      | 0-0          | Parma-Cagliari     | 0-1           | 27 apr.       |
| 15 dic.      | 0-2          | Udinese-Torino     | 0-2           | 27 apr.       |

| andata (15ª) | andata (15ª) | 15ª giornata      | ritorno (34ª) | ritorno (34ª) |
|              |              |                   |               |               |
| 6 dic.       | 0-2          | Bologna-Juventus  | 0-1           | 19 apr.       |
| 8 dic.       | 2-1          | Cagliari-Genoa    | 2-1           | 19 apr.       |
| 8 dic.       | 3-3          | Inter-Parma       | 2-0           | 19 apr.       |
| 7 dic.       | 2-2          | Livorno-Milan     | 0-3           | 19 apr.       |
| 7 dic.       | 3-3          | Napoli-Udinese    | 1-1           | 19 apr.       |
| 8 dic.       | 2-1          | Roma-Fiorentina   | 1-0           | 19 apr.       |
| 8 dic.       | 2-0          | Sampdoria-Catania | 1-2           | 19 apr.       |
| 8 dic.       | 0-1          | Sassuolo-Chievo   | 1-0           | 19 apr.       |
| 8 dic.       | 1-0          | Torino-Lazio      | 3-3           | 19 apr.       |
| 8 dic.       | 2-1          | Verona-Atalanta   | 2-1           | 19 apr.       |

| andata (16ª) | andata (16ª) | 16ª giornata       | ritorno (35ª) | ritorno (35ª) |
|              |              |                    |               |               |
| 14 dic.      | 0-0          | Catania-Verona     | 0-4           | 27 apr.       |
| 15 dic.      | 0-1          | Chievo-Sampdoria   | 1-2           | 27 apr.       |
| 15 dic.      | 3-0          | Fiorentina-Bologna | 3-0           | 26 apr.       |
| 15 dic.      | 1-1          | Genoa-Atalanta     | 1-1           | 27 apr.       |
| 15 dic.      | 4-0          | Juventus-Sassuolo  | 3-1           | 28 apr.       |
| 15 dic.      | 2-0          | Lazio-Livorno      | 2-0           | 27 apr.       |
| 16 dic.      | 2-2          | Milan-Roma         | 0-2           | 25 apr.       |
| 15 dic.      | 4-2          | Napoli-Inter       | 0-0           | 26 apr.       |
| 15 dic.      | 0-0          | Parma-Cagliari     | 0-1           | 27 apr.       |
| 15 dic.      | 0-2          | Udinese-Torino     | 0-2           | 27 apr.       |

| andata (17ª) | andata (17ª) | 17ª giornata        | ritorno (36ª) | ritorno (36ª) |
|              |              |                     |               |               |
| 22 dic.      | 1-4          | Atalanta-Juventus   | 0-1           | 5 mag.        |
| 22 dic.      | 1-0          | Bologna-Genoa       | 0-0           | 4 mag.        |
| 21 dic.      | 1-1          | Cagliari-Napoli     | 0-3           | 6 mag.        |
| 22 dic.      | 1-0          | Inter-Milan         | 0-1           | 4 mag.        |
| 21 dic.      | 1-2          | Livorno-Udinese     | 3-5           | 4 mag.        |
| 22 dic.      | 4-0          | Roma-Catania        | 1-4           | 4 mag.        |
| 22 dic.      | 1-1          | Sampdoria-Parma     | 0-2           | 4 mag.        |
| 22 dic.      | 0-1          | Sassuolo-Fiorentina | 4-3           | 6 mag.        |
| 22 dic.      | 4-1          | Torino-Chievo       | 1-0           | 4 mag.        |
| 22 dic.      | 4-1          | Verona-Lazio        | 3-3           | 5 mag.        |

| andata (18ª) | andata (18ª) | 18ª giornata       | ritorno (37ª) | ritorno (37ª) |
|              |              |                    |               |               |
| 6 gen.       | 2-0          | Catania-Bologna    | 2-1           | 11 mag.       |
| 5 gen.       | 0-0          | Chievo-Cagliari    | 1-0           | 11 mag.       |
| 5 gen.       | 1-0          | Fiorentina-Livorno | 1-0           | 11 mag.       |
| 6 gen.       | 2-0          | Genoa-Sassuolo     | 2-4           | 11 mag.       |
| 5 gen.       | 3-0          | Juventus-Roma      | 1-0           | 11 mag.       |
| 6 gen.       | 1-0          | Lazio-Inter        | 1-4           | 10 mag.       |
| 6 gen.       | 3-0          | Milan-Atalanta     | 1-2           | 11 mag.       |
| 6 gen.       | 2-0          | Napoli-Sampdoria   | 5-2           | 11 mag.       |
| 6 gen.       | 3-1          | Parma-Torino       | 1-1           | 11 mag.       |
| 6 gen.       | 1-3          | Udinese-Verona     | 2-2           | 10 mag.       |

| andata (17ª) | andata (17ª) | 17ª giornata        | ritorno (36ª) | ritorno (36ª) |
|              |              |                     |               |               |
| 22 dic.      | 1-4          | Atalanta-Juventus   | 0-1           | 5 mag.        |
| 22 dic.      | 1-0          | Bologna-Genoa       | 0-0           | 4 mag.        |
| 21 dic.      | 1-1          | Cagliari-Napoli     | 0-3           | 6 mag.        |
| 22 dic.      | 1-0          | Inter-Milan         | 0-1           | 4 mag.        |
| 21 dic.      | 1-2          | Livorno-Udinese     | 3-5           | 4 mag.        |
| 22 dic.      | 4-0          | Roma-Catania        | 1-4           | 4 mag.        |
| 22 dic.      | 1-1          | Sampdoria-Parma     | 0-2           | 4 mag.        |
| 22 dic.      | 0-1          | Sassuolo-Fiorentina | 4-3           | 6 mag.        |
| 22 dic.      | 4-1          | Torino-Chievo       | 1-0           | 4 mag.        |
| 22 dic.      | 4-1          | Verona-Lazio        | 3-3           | 5 mag.        |

| andata (18ª) | andata (18ª) | 18ª giornata       | ritorno (37ª) | ritorno (37ª) |
|              |              |                    |               |               |
| 6 gen.       | 2-0          | Catania-Bologna    | 2-1           | 11 mag.       |
| 5 gen.       | 0-0          | Chievo-Cagliari    | 1-0           | 11 mag.       |
| 5 gen.       | 1-0          | Fiorentina-Livorno | 1-0           | 11 mag.       |
| 6 gen.       | 2-0          | Genoa-Sassuolo     | 2-4           | 11 mag.       |
| 5 gen.       | 3-0          | Juventus-Roma      | 1-0           | 11 mag.       |
| 6 gen.       | 1-0          | Lazio-Inter        | 1-4           | 10 mag.       |
| 6 gen.       | 3-0          | Milan-Atalanta     | 1-2           | 11 mag.       |
| 6 gen.       | 2-0          | Napoli-Sampdoria   | 5-2           | 11 mag.       |
| 6 gen.       | 3-1          | Parma-Torino       | 1-1           | 11 mag.       |
| 6 gen.       | 1-3          | Udinese-Verona     | 2-2           | 10 mag.       |

| \| andata (19ª) \| andata (19ª) \| 19ª giornata \| ritorno (38ª) \| ritorno (38ª) \| \| \| \| \| \| \| \| \| \| 12 gen. \| 2-1 \| Atalanta-Catania \| 1-2 \| 18 mag. \| \| \| 11 gen. \| 0-0 \| Bologna-Lazio \| 0-1 \| 18 mag. \| \| \| 12 gen. \| 1-4 \| Cagliari-Juventus \| 0-3 \| 18 mag. \| \| \| 13 gen. \| 1-1 \| Inter-Chievo \| 1-2 \| 18 mag. \| \| \| 11 gen. \| 0-3 \| Livorno-Parma \| 0-2 \| 18 mag. \| \| \| 12 gen. \| 4-0 \| Roma-Genoa \| 0-1 \| 18 mag. \| \| \| 13 gen. \| 3-0 \| Sampdoria-Udinese \| 3-3 \| 17 mag. \| \| \| 12 gen. \| 4-3 \| Sassuolo-Milan \| 1-2 \| 18 mag. \| \| \| 12 gen. \| 0-0 \| Torino-Fiorentina \| 2-2 \| 18 mag. \| \| \| 12 gen. \| 0-3 \| Verona-Napoli \| 1-5 \| 18 mag. \| \| |              |                   |               |               |  |
| andata (19ª) | andata (19ª) | 19ª giornata      | ritorno (38ª) | ritorno (38ª) |  |
| |              |                   |               |               |  |
| 12 gen. | 2-1          | Atalanta-Catania  | 1-2           | 18 mag.       |  |
| 11 gen. | 0-0          | Bologna-Lazio     | 0-1           | 18 mag.       |  |
| 12 gen. | 1-4          | Cagliari-Juventus | 0-3           | 18 mag.       |  |
| 13 gen. | 1-1          | Inter-Chievo      | 1-2           | 18 mag.       |  |
| 11 gen. | 0-3          | Livorno-Parma     | 0-2           | 18 mag.       |  |
| 12 gen. | 4-0          | Roma-Genoa        | 0-1           | 18 mag.       |  |
| 13 gen. | 3-0          | Sampdoria-Udinese | 3-3           | 17 mag.       |  |
| 12 gen. | 4-3          | Sassuolo-Milan    | 1-2           | 18 mag.       |  |
| 12 gen. | 0-0          | Torino-Fiorentina | 2-2           | 18 mag.       |  |
| 12 gen. | 0-3          | Verona-Napoli     | 1-5           | 18 mag.       |  |

| andata (19ª) | andata (19ª) | 19ª giornata      | ritorno (38ª) | ritorno (38ª) |  |
|              |              |                   |               |               |  |
| 12 gen.      | 2-1          | Atalanta-Catania  | 1-2           | 18 mag.       |  |
| 11 gen.      | 0-0          | Bologna-Lazio     | 0-1           | 18 mag.       |  |
| 12 gen.      | 1-4          | Cagliari-Juventus | 0-3           | 18 mag.       |  |
| 13 gen.      | 1-1          | Inter-Chievo      | 1-2           | 18 mag.       |  |
| 11 gen.      | 0-3          | Livorno-Parma     | 0-2           | 18 mag.       |  |
| 12 gen.      | 4-0          | Roma-Genoa        | 0-1           | 18 mag.       |  |
| 13 gen.      | 3-0          | Sampdoria-Udinese | 3-3           | 17 mag.       |  |
| 12 gen.      | 4-3          | Sassuolo-Milan    | 1-2           | 18 mag.       |  |
| 12 gen.      | 0-0          | Torino-Fiorentina | 2-2           | 18 mag.       |  |
| 12 gen.      | 0-3          | Verona-Napoli     | 1-5           | 18 mag.       |  |

## Statistiche

### Squadre

#### Capoliste solitarie
|    | —— | —— | —— | ——   | ——   | ——   | ——   | ——   | ——   | ——   | ——   | ——       | ——       | ——       | ——       | ——       | ——       | ——       | ——       | ——       | ——       | ——       | ——       | ——       | ——       | ——       | ——       | ——       | ——       | ——       | ——       | ——       | ——       | ——       | ——       | ——       | ——       | —— |  |
|    |    |    |    | Roma | Roma | Roma | Roma | Roma | Roma | Roma | Roma | Juventus | Juventus | Juventus | Juventus | Juventus | Juventus | Juventus | Juventus | Juventus | Juventus | Juventus | Juventus | Juventus | Juventus | Juventus | Juventus | Juventus | Juventus | Juventus | Juventus | Juventus | Juventus | Juventus | Juventus | Juventus | Juventus |    |  |
|    |    |    |    |      |      |      |      |      |      |      |      |          |          |          |          |          |          |          |          |          |          |          |          |          |          |          |          |          |          |          |          |          |          |          |          |          |          |    |  |
|    |    |    |    |      |      |      |      |      |      |      |      |          |          |          |          |          |          |          |          |          |          |          |          |          |          |          |          |          |          |          |          |          |          |          |          |          |          |    |  |
| 1ª | 2ª | 3ª | 4ª | 5ª   | 6ª   | 7ª   | 8ª   | 9ª   | 10ª  | 11ª  | 12ª  | 13ª      | 14ª      | 15ª      | 16ª      | 17ª      | 18ª      | 19ª      | 20ª      | 21ª      | 22ª      | 23ª      | 24ª      | 25ª      | 26ª      | 27ª      | 28ª      | 29ª      | 30ª      | 31ª      | 32ª      | 33ª      | 34ª      | 35ª      | 36ª      | 37ª      | 38ª      |    |  |

#### Classifica in divenire
|            | 1ª | 2ª | 3ª | 4ª | 5ª | 6ª | 7ª | 8ª | 9ª | 10ª | 11ª | 12ª | 13ª | 14ª | 15ª | 16ª | 17ª | 18ª | 19ª | 20ª | 21ª | 22ª | 23ª | 24ª | 25ª | 26ª | 27ª | 28ª | 29ª | 30ª | 31ª | 32ª | 33ª | 34ª | 35ª | 36ª | 37ª | 38ª |
|            |    |    |    |    |    |    |    |    |    |     |     |     |     |     |     |     |     |     |     |     |     |     |     |     |     |     |     |     |     |     |     |     |     |     |     |     |     |     |
| ---------- | -- | -- | -- | -- | -- | -- | -- | -- | -- | --- | --- | --- | --- | --- | --- | --- | --- | --- | --- | --- | --- | --- | --- | --- | --- | --- | --- | --- | --- | --- | --- | --- | --- | --- | --- | --- | --- | --- |
| Atalanta   | 0  | 3  | 3  | 3  | 3  | 6  | 9  | 12 | 12 | 13  | 13  | 16  | 16  | 17  | 17  | 18  | 18  | 18  | 21  | 24  | 24  | 27  | 27  | 27  | 28  | 31  | 34  | 37  | 40  | 43  | 46  | 46  | 46  | 46  | 47  | 47  | 50  | 50  |
| Bologna    | 0  | 1  | 2  | 2  | 3  | 3  | 3  | 3  | 6  | 9   | 10  | 10  | 11  | 12  | 12  | 12  | 15  | 15  | 16  | 17  | 18  | 18  | 21  | 21  | 21  | 22  | 23  | 23  | 26  | 26  | 26  | 27  | 28  | 28  | 28  | 29  | 29  | 29  |
| Cagliari   | 3  | 3  | 4  | 5  | 6  | 7  | 7  | 10 | 10 | 10  | 10  | 13  | 14  | 15  | 18  | 19  | 20  | 21  | 21  | 21  | 21  | 24  | 24  | 24  | 25  | 28  | 29  | 29  | 29  | 32  | 32  | 32  | 33  | 36  | 39  | 39  | 39  | 39  |
| Catania    | 0  | 0  | 0  | 1  | 1  | 4  | 5  | 5  | 6  | 6   | 6   | 9   | 9   | 9   | 9   | 10  | 10  | 13  | 13  | 13  | 14  | 15  | 16  | 19  | 19  | 19  | 20  | 20  | 20  | 20  | 20  | 20  | 20  | 23  | 23  | 26  | 29  | 32  |
| Chievo     | 1  | 1  | 1  | 4  | 4  | 4  | 4  | 4  | 4  | 4   | 5   | 6   | 9   | 12  | 15  | 15  | 15  | 16  | 17  | 17  | 18  | 18  | 18  | 18  | 21  | 21  | 24  | 24  | 24  | 27  | 27  | 27  | 30  | 30  | 30  | 30  | 33  | 36  |
| Fiorentina | 3  | 6  | 7  | 10 | 10 | 11 | 12 | 15 | 18 | 18  | 21  | 24  | 24  | 27  | 27  | 30  | 33  | 36  | 37  | 40  | 41  | 41  | 44  | 44  | 45  | 45  | 45  | 48  | 51  | 51  | 52  | 55  | 58  | 58  | 61  | 61  | 64  | 65  |
| Genoa      | 0  | 0  | 3  | 4  | 4  | 4  | 5  | 8  | 8  | 11  | 14  | 17  | 18  | 19  | 19  | 20  | 20  | 23  | 23  | 26  | 27  | 27  | 30  | 31  | 32  | 35  | 35  | 35  | 36  | 39  | 39  | 39  | 39  | 39  | 40  | 41  | 41  | 44  |
| Inter      | 3  | 6  | 7  | 10 | 13 | 14 | 14 | 15 | 18 | 19  | 22  | 25  | 26  | 27  | 28  | 28  | 31  | 31  | 32  | 32  | 33  | 33  | 36  | 39  | 40  | 41  | 44  | 47  | 47  | 48  | 49  | 50  | 53  | 56  | 57  | 57  | 60  | 60  |
| Juventus   | 3  | 6  | 7  | 10 | 13 | 16 | 19 | 19 | 22 | 25  | 28  | 31  | 34  | 37  | 40  | 43  | 46  | 49  | 52  | 55  | 56  | 59  | 60  | 63  | 66  | 69  | 72  | 75  | 78  | 81  | 81  | 84  | 87  | 90  | 93  | 96  | 99  | 102 |
| Lazio      | 3  | 3  | 6  | 6  | 9  | 10 | 11 | 11 | 14 | 15  | 15  | 16  | 17  | 17  | 17  | 20  | 20  | 23  | 24  | 27  | 28  | 31  | 32  | 32  | 35  | 38  | 38  | 41  | 42  | 42  | 45  | 48  | 48  | 49  | 52  | 53  | 53  | 56  |
| Livorno    | 0  | 3  | 6  | 7  | 8  | 8  | 8  | 8  | 8  | 9   | 12  | 12  | 12  | 12  | 13  | 13  | 13  | 13  | 13  | 13  | 16  | 17  | 17  | 20  | 20  | 21  | 21  | 24  | 24  | 24  | 25  | 25  | 25  | 25  | 25  | 25  | 25  | 25  |
| Milan      | 0  | 3  | 4  | 4  | 5  | 8  | 8  | 11 | 11 | 12  | 12  | 13  | 14  | 17  | 18  | 19  | 19  | 22  | 22  | 25  | 28  | 29  | 29  | 32  | 35  | 35  | 35  | 35  | 36  | 39  | 42  | 45  | 48  | 51  | 51  | 54  | 54  | 57  |
| Napoli     | 3  | 6  | 9  | 12 | 13 | 16 | 19 | 19 | 22 | 25  | 28  | 28  | 28  | 31  | 32  | 35  | 36  | 39  | 42  | 43  | 44  | 44  | 47  | 50  | 51  | 52  | 55  | 58  | 58  | 61  | 64  | 64  | 67  | 68  | 69  | 72  | 75  | 78  |
| Parma      | 1  | 1  | 1  | 2  | 5  | 6  | 9  | 9  | 12 | 12  | 12  | 13  | 16  | 17  | 18  | 19  | 20  | 23  | 26  | 29  | 32  | 32  | 33  | 36  | 37  | 40  | 43  | 46  | 47  | 47  | 47  | 50  | 51  | 51  | 51  | 54  | 55  | 58  |
| Roma       | 3  | 6  | 9  | 12 | 15 | 18 | 21 | 24 | 27 | 30  | 31  | 32  | 33  | 34  | 37  | 38  | 41  | 41  | 44  | 47  | 50  | 53  | 54  | 57  | 60  | 61  | 61  | 64  | 67  | 70  | 73  | 76  | 79  | 82  | 85  | 85  | 85  | 85  |
| Sampdoria  | 0  | 1  | 1  | 2  | 2  | 2  | 3  | 6  | 9  | 9   | 9   | 9   | 10  | 11  | 14  | 17  | 18  | 18  | 21  | 21  | 22  | 25  | 28  | 28  | 28  | 31  | 34  | 34  | 37  | 40  | 41  | 41  | 41  | 41  | 44  | 44  | 44  | 45  |
| Sassuolo   | 0  | 0  | 0  | 0  | 1  | 2  | 2  | 5  | 6  | 6   | 9   | 10  | 13  | 14  | 14  | 14  | 14  | 14  | 17  | 17  | 17  | 17  | 17  | 17  | 17  | 17  | 18  | 21  | 21  | 21  | 21  | 24  | 25  | 28  | 28  | 31  | 34  | 34  |
| Torino     | 3  | 3  | 4  | 7  | 8  | 8  | 9  | 10 | 10 | 11  | 12  | 12  | 15  | 16  | 19  | 22  | 25  | 25  | 26  | 29  | 32  | 33  | 33  | 36  | 36  | 36  | 36  | 36  | 39  | 39  | 42  | 45  | 48  | 49  | 52  | 55  | 56  | 57  |
| Udinese    | 0  | 3  | 4  | 4  | 7  | 7  | 10 | 10 | 10 | 13  | 13  | 13  | 16  | 16  | 17  | 17  | 20  | 20  | 20  | 20  | 20  | 23  | 26  | 27  | 28  | 28  | 31  | 31  | 34  | 35  | 38  | 38  | 38  | 39  | 39  | 42  | 43  | 44  |
| Verona     | 3  | 3  | 6  | 6  | 7  | 10 | 13 | 16 | 16 | 19  | 22  | 22  | 22  | 22  | 25  | 26  | 29  | 32  | 32  | 32  | 32  | 35  | 36  | 36  | 39  | 40  | 40  | 40  | 40  | 40  | 43  | 46  | 46  | 49  | 52  | 53  | 54  | 54  |

Note:
- Roma-Parma della 22ª giornata è stata effettivamente giocata tra la 31ª e 32ª giornata, pertanto la tabella potrebbe rispecchiare solo in parte il reale andamento delle squadre in quel periodo di tempo.

#### Classifiche di rendimento

##### Rendimento andata-ritorno
| Andata     | Andata | Ritorno    | Ritorno |
|            |        |            |         |
| Juventus   | 52     | Juventus   | 50      |
| Roma       | 44     | Roma       | 41      |
| Napoli     | 42     | Napoli     | 36      |
| Fiorentina | 37     | Milan      | 35      |
| Inter      | 32     | Lazio      | 32      |
| Verona     | 32     | Parma      | 32      |
| Parma      | 26     | Torino     | 31      |
| Torino     | 26     | Atalanta   | 29      |
| Lazio      | 24     | Fiorentina | 28      |
| Genoa      | 23     | Inter      | 28      |
| Milan      | 22     | Sampdoria  | 24      |
| Atalanta   | 21     | Udinese    | 24      |
| Cagliari   | 21     | Verona     | 22      |
| Sampdoria  | 21     | Genoa      | 21      |
| Udinese    | 20     | Chievo     | 19      |
| Chievo     | 17     | Catania    | 19      |
| Sassuolo   | 17     | Cagliari   | 18      |
| Bologna    | 16     | Sassuolo   | 17      |
| Catania    | 13     | Bologna    | 13      |
| Livorno    | 13     | Livorno    | 12      |

##### Rendimento casa-trasferta
| Casa       | Casa | Trasferta  | Trasferta |
|            |      |            |           |
| Juventus   | 57   | Juventus   | 45        |
| Roma       | 48   | Roma       | 37        |
| Napoli     | 43   | Napoli     | 35        |
| Milan      | 37   | Fiorentina | 34        |
| Atalanta   | 36   | Inter      | 27        |
| Lazio      | 36   | Parma      | 24        |
| Parma      | 34   | Torino     | 24        |
| Inter      | 33   | Verona     | 21        |
| Torino     | 33   | Lazio      | 20        |
| Verona     | 33   | Milan      | 20        |
| Fiorentina | 31   | Sampdoria  | 19        |
| Udinese    | 31   | Sassuolo   | 17        |
| Genoa      | 29   | Chievo     | 16        |
| Cagliari   | 28   | Genoa      | 15        |
| Catania    | 27   | Atalanta   | 14        |
| Sampdoria  | 26   | Udinese    | 13        |
| Chievo     | 20   | Bologna    | 12        |
| Bologna    | 17   | Cagliari   | 11        |
| Livorno    | 17   | Livorno    | 8         |
| Sassuolo   | 17   | Catania    | 5         |

#### Primati stagionali
Squadre
- Maggior numero di vittorie: Juventus (33)
- Minor numero di vittorie: Bologna (5)
- Maggior numero di pareggi: Inter (15)
- Minor numero di pareggi: Juventus (3)
- Maggior numero di sconfitte: Livorno (25)
- Minor numero di sconfitte: Juventus (2)
- Miglior attacco: Juventus (80)
- Miglior difesa: Juventus (23)
- Miglior differenza reti: Juventus (57)
- Peggior attacco: Bologna (28)
- Peggior difesa: Livorno (77)
- Peggior differenza reti: Livorno (-38)
- Miglior serie positiva: Juventus (22 giornate)
- Maggior numero di vittorie consecutive: Juventus (12, dalla 9ª alla 20ª)

Partite
- Partita con più reti: Verona-Fiorentina 3-5 e Udinese-Livorno 5-3 (8)
- Partita con maggiore scarto di gol: Sassuolo-Inter 0-7 (7)
- Partita con più ammoniti: Livorno-Fiorentina, Fiorentina-Milan, Catania-Livorno, Bologna-Livorno (10)
- Partita con più espulsi: Sampdoria-Udinese, Parma-Fiorentina, Cagliari-Livorno e Milan-Sassuolo (3)

### Individuali

#### Classifica marcatori
Durante il campionato fu messa a segno una quadripletta da Domenico Berardi nella partita Sassuolo-Milan 4-3.
| Gol | Rigori |  | Giocatore           | Squadra    |
| --- | ------ |  | ------------------- | ---------- |
| 22  |        |  | Ciro Immobile       | Torino     |
| 20  | 3      |  | Luca Toni           | Verona     |
| 19  | 1      |  | Carlos Tévez        | Juventus   |
| 17  | 4      |  | Antonio Di Natale   | Udinese    |
| 17  | 5      |  | Gonzalo Higuaín     | Napoli     |
| 17  |        |  | Rodrigo Palacio     | Inter      |
| 16  | 6      |  | Domenico Berardi    | Sassuolo   |
| 16  |        |  | Fernando Llorente   | Juventus   |
| 16  | 6      |  | Giuseppe Rossi      | Fiorentina |
| 15  |        |  | José María Callejón | Napoli     |
| 15  | 4      |  | Alberto Gilardino   | Genoa      |
| 15  | 3      |  | Paulinho            | Livorno    |
| 14  | 3      |  | Mario Balotelli     | Milan      |
| 13  | 5      |  | Alessio Cerci       | Torino     |
| 13  | 2      |  | Germán Denis        | Atalanta   |
| 13  |        |  | Mattia Destro       | Roma       |
| 13  | 4      |  | Alberto Paloschi    | Chievo     |

### Media spettatori
Media spettatori della Serie A 2013-2014: 23 481.
| Club       | Pos. | Media  | Totale  | Abbonamenti |
| ---------- | ---- | ------ | ------- | ----------- |
| Inter      | 1    | 42 246 | 802 666 | 26 729      |
| Napoli     | 2    | 40 632 | 772 013 | 13 230      |
| Roma       | 3    | 40 436 | 768 278 | 23 872      |
| Milan      | 4    | 39 874 | 757 615 | 23 567      |
| Juventus   | 5    | 38 328 | 728 224 | 27 583      |
| Fiorentina | 6    | 32 057 | 609 041 | 23 832      |
| Lazio      | 7    | 31 905 | 606 201 | 23 282      |
| Sampdoria  | 8    | 22 158 | 420 993 | 19 108      |
| Verona     | 9    | 21 172 | 402 259 | 16 129      |
| Bologna    | 10   | 21 145 | 401 754 | 13 295      |
| Genoa      | 11   | 20 055 | 381 041 | 16 731      |
| Torino     | 12   | 17 024 | 323 463 | 8 780       |
| Catania    | 13   | 15 197 | 288 739 | 10 462      |
| Udinese    | 14   | 14 252 | 270 785 | 10 472      |
| Atalanta   | 15   | 14 194 | 269 694 | 8 573       |
| Sassuolo   | 16   | 13 753 | 261 313 | 7 795       |
| Parma      | 17   | 13 451 | 255 569 | 9 235       |
| Livorno    | 18   | 10 932 | 206 520 | 6 883       |
| Chievo     | 19   | 9 149  | 173 831 |             |
| Cagliari   | 20   | 4 636  | 74 182  |             |

### Arbitri
Di seguito è indicata, in ordine alfabetico, la lista dei 36 arbitri che hanno preso parte alla Serie A 2013-2014. Tra parentesi è riportato il numero di incontri diretti. 
- Gianluca Aureliano (1)
- Luca Banti (20)
- Mauro Bergonzi (18)
- Gianpaolo Calvarese (16)
- Domenico Celi (16)
- Angelo Cervellera (3)
- Daniele Chiffi (1)
- Antonio Damato (18)
- Andrea De Marco (18)
- Marco Di Bello (3)
- Daniele Doveri (17)
- Michael Fabbri (1)
- Andrea Gervasoni (18)
- Davide Ghersini (1)
- Piero Giacomelli (16)
- Marco Guida (16)
- Massimiliano Irrati (15)
- Gianluca Manganiello (1)

- Fabio Maresca (1)
- Maurizio Mariani (3)
- Davide Massa (17)
- Paolo Mazzoleni (18)
- Daniele Minelli (1)
- Daniele Orsato (18)
- Emilio Ostinelli (1)
- Luca Pairetto (2)
- Sebastiano Peruzzo (16)
- Riccardo Pinzani (2)
- Nicola Rizzoli (18)
- Diego Roca (1)
- Gianluca Rocchi (18)
- Carmine Russo (18)
- Francesco Paolo Saia (1)
- Paolo Tagliavento (17)
- Dino Tommasi (15)
- Paolo Valeri (17)